# 納粹德國海軍
納粹德國海軍（德語：Kriegsmarine，意為戰爭海軍）是指1935年至1946年期间的德國海軍。戰爭海軍取代了第一次世界大戰的德意志帝國海軍和魏玛共和國的國家海軍，為德意志國防軍中的海軍力量。戰爭海軍起源於一戰後《凡爾賽條約》的嚴格限制，當時明文規定其噸位總數和禁止潛艇的研製，但在威瑪共和國的海軍人員暗中推動下，與外國企業合作研究海軍科技。其後阿道夫·希特勒上台廢除《凡爾賽條約》和簽訂《英德海軍協定》，德國海軍開始大量建造新式船艦。在重建的過程裡，德國海軍曾研製一個特殊的艦種：裝甲艦和執行大型造艦計畫：Z計畫。原本德國海軍預計1945年為開戰時間，計畫建立一支能與頭號假想敵：英國皇家海軍匹敵的水面艦隊，其中包括建造航空母艦。然而第二次世界大戰在1939年爆發，德國海軍在許多方面都尚未準備，便以一支有限力量的海軍去攻擊運載英國國內需求物資的商船，並消滅因分散護航而較弱的英國海軍艦隊。
起初德國海軍戰果頗多，擊沉不少同盟國商船，但因為希特勒對水面艦隊始終印象不佳，認為其建造緩慢且戰果小；而潛艇部隊建造速度快，還在法國陷落而取得西部港口後，對英國發動大規模的潛艇戰中取得一系列豐碩的戰果。德國海軍隨著戰事的進行，開始將戰力中心自水面艦移往潛艇部隊的「噸位戰」，而前者逐漸轉為存在艦隊的功能。德國海軍的潛艇數量在戰爭爆發時是當時世界海軍列強中最少者，但因為潛艇總司令卡爾·鄧尼茨以狼群戰術、先進的通信制度和戰略規劃而取得所有交戰國潛艇部隊裡最大的戰績。到了1943年德國潛艇在大西洋越來越力不從心，盟軍不但破解了密碼機和開發了多種先進反潛武器，如更先進的声呐、雷達、深水炸彈，還投入了大量護衛航空母艦和反潛戰鬥群進行護航；同年5月德國潛艇因為損失過高而放棄了狼群戰術，改以單艦巡弋的方式繼續作戰。戰爭末期德國海軍雖研製了先進的通氣管式潛艇，如XXI級潛艇和XXIII級，並投入使用直到戰爭結束，但仍無法扭轉戰敗的結果。

## 德國海軍的重建

### 對德國海軍的限制

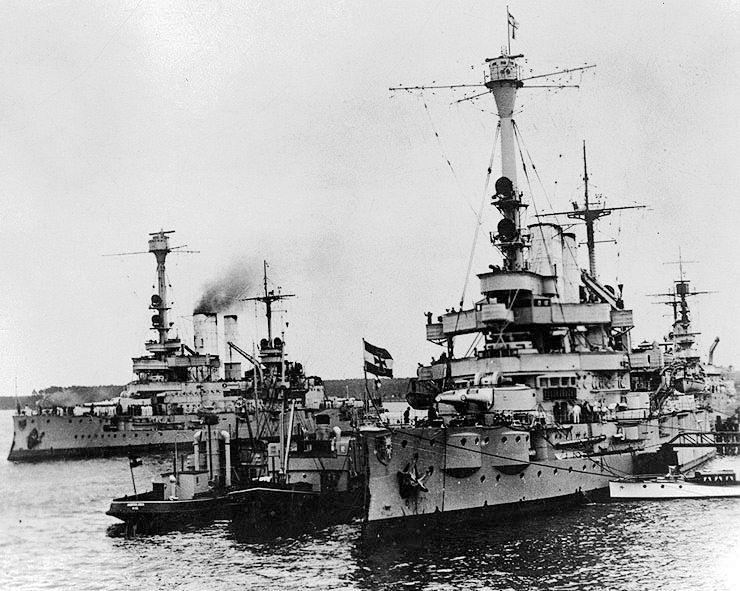
西里西亞號和什列斯威格-霍爾斯坦號，這兩艘是少數在一戰後留下的前無畏艦。

1900年德意志帝國為趕上最後一波的殖民浪潮和阿爾弗雷德·馮·鐵必制對海軍擴建的提倡，而與國際列強展開建造無畏艦的軍備競賽，並建立了一支世界上規模數一數二的艦隊。第一次世界大戰爆發後，德國水面艦隊——公海艦隊——不僅多次與英國皇家海軍交戰，還以潛艇部隊發起無限制潛艇戰，擊沉多艘協約國船隻。然而在日德蘭海戰後，德國海軍雖獲得戰術上的勝利，卻被封鎖於港灣中而無法行動。公海艦隊司令赖因哈德·舍尔上將無法讓艦隊出擊，取得比潛艇部隊更高的戰果，而其水兵士氣日益降低，最後引發了基爾港水兵叛變的德國革命。1918年11月11日德國投降，根據停戰協定，公海艦隊需駛入英國斯卡帕灣接受扣押，然而艦隊卻在1919年6月21日被德國海軍路德維希·馮·羅伊特少將暗中計畫的秘密行動而集體自沉，目的是防止船隻被戰勝國所瓜分。協約國對此行動極為不滿，以德國違反協定為由，將其幾近全部有登記的船舶沒收、拆走碼頭設備、各大造船廠機具相繼被解體，並在往後的條約和限制中對德國海軍更加嚴格。在自沉行動和5艘現代化的輕巡洋艦作為戰爭賠償後，德國海軍僅剩下8艘舊型無畏艦拿騷級和赫爾戈蘭級）、32艘驅逐艦和魚雷艇，數量少、性能也過時，僅能做海防一用。1921年1月1日依照《凡爾賽條約》規定，德國成立了新的國家海軍，作為威瑪共和國的海軍力量。
《凡爾賽條約》嚴格限制了德國海軍的規模與實力，德國只能擁有15,000名的海軍人員，規定服役長達25年；船艦僅能保有6艘排水量10,000噸以下的舊式戰鬥艦、6艘巡洋艦、12艘驅逐艦、12艘魚雷艇以及額外規定禁止擁有軍用飛機、航空母艦和潛艇。雖然協約國允許替換艦齡達20年的戰鬥艦與巡洋艦，但限制戰鬥艦噸位不可超過10,000噸、不得裝有口徑超過11吋的艦砲，使其功能僅近乎重巡洋艦；而巡洋艦的替換則規定排水量6,000噸，能配裝的最大火砲口徑僅有6吋；驅逐艦則為800噸、魚雷艇為200噸；這樣的縮編使得留下的海軍人員都是優秀分子，往後也都成了戰爭海軍中重要的領導人物。

### 國家海軍時期

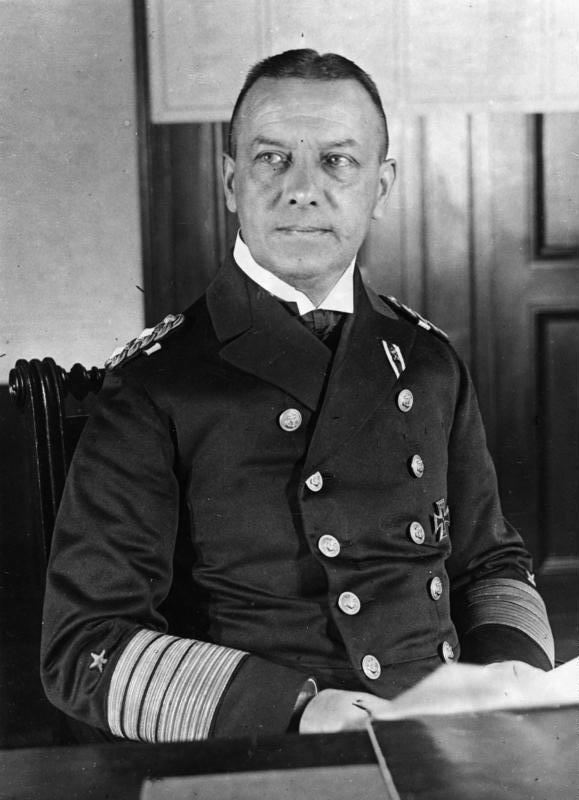
埃里希·雷德爾，於1928年擔任海軍總司令一職，為德國重建海軍艦隊計畫的核心人物，並在之後被授予元帥軍銜。

德國潛艇曾在一戰取得輝煌戰績，然而在《凡爾賽條約》禁止建造潛艇和協約國監管後，德國各大船廠雖有世界領先的潛艇技術卻苦無客戶，這時日本與阿根廷聯繫了德國數個造船廠，希望購買設計圖與轉授技術以建立本國潛艇部隊。這兩個規模龐大的生意使得德國串連了各大造船廠和企業，並由克虜伯發起，聯合成立了一家空殼公司：船舶建設工程局，其總部設於荷蘭海牙，以躲避凡爾賽條約的監督。船舶建設工程局存在目的除了為整合各造船廠技術和資源、聯合接訂單外，也要和國際潛艇技術接軌，使德國不至於落後，但到了1925年船舶建設工程局經營不善，在面臨倒閉的情況下，德國海軍私下與其公司人員聯繫。德國海軍也透過一個名為「結算諮詢公司」的空殼企業加入了船舶建設工程局的投資，並在之後注資了100萬馬克，成為該公司最大股東，還額外許諾每年補貼12萬馬克，德國軍方要求該公司為將來德國重建潛艇部隊時，能以新技術與設計予以支援；因此，原本為國內造船業而存在的船舶建設工程局轉型為德國海軍專門的研究機構。除了船舶建設工程局外，海軍還接觸了其他民間企業，同時進行水雷、魚雷磁觸發引信和艦載機液壓彈射器的研究。
1920年國家海軍首任海軍總司令保羅·貝恩克上將在經費有限的情況下，打算重建一支現代化的海軍，其組建目標為保護近海，他認為德國海軍的艦隻過於老舊，必須大量汰換。他下令組建兩支戰隊：北海艦隊和波羅的海艦隊，用來控制波羅的海海口，以防止法國與波蘭聯手對付德國。1925年德國戰後建造的第一艘輕巡洋艦：恩登號下水，該艦完全照條約要求建造，其後又相繼建造了新式的海鷗級魚雷艇和狼級魚雷艇，為戰後德國海軍趕上國際技術的第一批新艦隊。1924年貝恩克的職位被漢斯·曾克爾上將所取代，曾克爾任內最後一年正值第一批舊式戰艦達到合約要求，允許汰換的時候。這時軍方內部對於以何種軍艦來取代舊艦有兩種不同的意見，是建造遠洋用重巡洋艦還是近海防禦的鐵甲艦，最後以條約的要求設計了一款新式的艦種：裝甲艦，主要特徵為戰鬥艦等級的火力、航速快和輕裝甲。然而在裝甲艦首艦：德國號於1931年下水前，威瑪共和國國會議員注意到了結算諮詢公司的存在，反對重新武裝的議員使議會下令調查，結果幕後的各研究機關，以及同意資助的海軍高層人員一一被揪出，包括曾克爾上將，也因此下台退役，重建海軍的工作受到了打擊。但新上任的海軍總司令埃里希·雷德爾上將很快地控制了混亂的局面，他親自前去會見政府成員，說服海軍重建之必要性，政府態度因而從不滿轉為支持。雷德爾還將同時期的研究多加了貨船改裝為偽裝巡洋艦和將漁船改裝為掃雷艇的計畫，還規劃了一個平民飛行訓練計畫，為往後要建立的海軍航空兵做準備。船舶建設工程局也接連接獲土耳其、芬蘭、西班牙和蘇聯的潛艇訂單，德國海軍也因此獲得大量寶貴的技術與大規模生產資料。1933年10月德國海軍秘密在基爾設立一所標明「反潛防禦學校」的軍校，實際上在訓練潛艇艦員。

### 納粹黨與Z計劃

1933年至1935年的海軍軍旗

1933年1月納粹黨成為德國執政黨，希特勒支持雷德爾重組海軍艦隊，並多次保證會極力避免與英國的戰爭以爭取時間。1935年3月16日希特勒正式宣佈單方面廢止《凡爾賽條約》，並將國家海軍被改名為戰爭海軍。英國對於德國重整軍備的動作頗為擔憂，為保持兩國較不緊張的關係，於1935年6月18日與德國簽訂了《英德海軍協定》，該協定緩和了英國國內對另一場海軍軍備競賽的擔憂，但德國受益更多：德國可以裝備潛艇，並能建立規模為英國皇家海軍35%總噸位的艦隊，總噸位約40萬噸，其中戰列艦總排水量為18萬，這也限制了新建造的4艘戰列艦，每艘排水量皆不能超過45,000噸；而潛艇部隊則為英國潛艇的45%。當時英國皇家海軍擁有12艘戰列艦、3艘戰列巡洋艦、8艘航空母艦、54艘巡洋艦和169艘驅逐艦，認為即使德國違反此協定，也有足夠餘力對付德國。6月29日，在條約簽完僅11天，第一艘新潛艇：U-1号潜艇 (1935年)就在基爾軍港下水服役。雖然德國潛艇已可正常裝備，但希特勒不想暴露其戰爭野心，未批准大規模的潛艇生產計劃，並表示希望一切問題藉由外交手段解決，重整軍備不過是將德國變回一個「正常」的國家，對英國釋出沒有要進行軍備競賽的善意與爭取國際的同情。
1937年11月5日希特勒召集軍官宣佈可能必須動用武力來解決一些領土問題，包括奧地利、捷克斯洛伐克和波蘭。繼德奧合併和慕尼黑會議後，希特勒於1938年9月開始要求海軍作戰部擬定對英國的戰爭，即是後來的「Z計劃」，並於1939年1月27日被希特勒所批准執行，並給予優先於其他軍備的資源。Z計劃是以英國皇家海軍為主、法國海軍為副假想敵為對象，設計的6年大型水面艦隊建造計劃。意在英國尚未做好戰爭準備之前，建立起一支能與其匹敵的艦隊，並以大規模的艦隊進行戰略性的部署作戰。此計劃規模非常龐大，若如期完成，德國海軍將擁有能與皇家海軍相搏的實力。Z計劃內容有數種版本：
|            | 第1種版本                     | 第2種版本                                           | 第2種版本                                           | 第3種版本            | 第3種版本            | 第3種版本            |
| ---------- | ----------------------------- | --------------------------------------------------- | --------------------------------------------------- | -------------------- | -------------------- | -------------------- |
| 戰列艦     | 6艘56,000噸級與兩艘42,000噸級 | 10艘                                                | 10艘                                                | 8艘                  | 8艘                  | 8艘                  |
| 裝甲艦     | 3艘                           | 15艘：12艘20,000噸級與3艘10,000噸級                 | 15艘：12艘20,000噸級與3艘10,000噸級                 | 3艘                  | 3艘                  | 3艘                  |
| 戰列巡洋艦 | 3艘31,000噸級                 | 10艘                                                | 10艘                                                | 5艘                  | 5艘                  | 5艘                  |
| 航空母艦   | 兩艘                          | 4艘20,000噸級                                       | 4艘20,000噸級                                       | 4艘                  | 4艘                  | 4艘                  |
| 重巡洋艦   | 5艘                           | 5艘                                                 | 5艘                                                 | 5艘                  | 5艘                  | 5艘                  |
| 輕巡洋艦   | 44艘                          | 16艘輕巡洋艦與22艘5000噸級搜索巡洋艦（Spähkreuzer） | 16艘輕巡洋艦與22艘5000噸級搜索巡洋艦（Spähkreuzer） | 13艘                 | 13艘                 | 13艘                 |
| 驅逐艦     | 68艘                          | 68艘                                                | 68艘                                                | 68艘                 | 68艘                 | 68艘                 |
| 潛艇       | 249艘                         | 249艘                                               | 249艘                                               | 249艘                | 249艘                | 249艘                |
| 其他       | 90艘魚雷艇                    | 90艘魚雷艇                                          | 90艘魚雷艇                                          | 90艘魚雷艇與302艘S艇 | 90艘魚雷艇與302艘S艇 | 90艘魚雷艇與302艘S艇 |

### 海軍戰略與建軍路線

#### 一戰到二戰的海軍思想

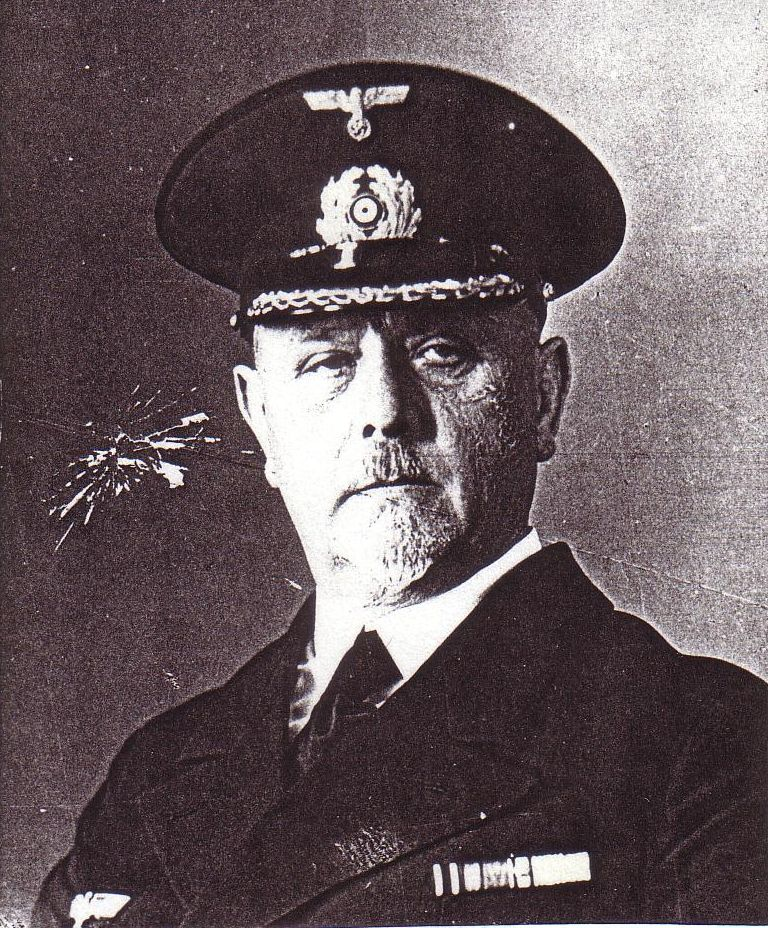
胡戈·馮·瓦德葉-哈茲上校，主張將「交通控制」與對敵人艦隊戰鬥的目標分離。

Z計畫的結構是由德國海軍兩種的戰略思想集結改良而成，最初德意志帝國海軍是一支由陸軍將領擔任指揮的小型艦隊，陸軍的戰略與戰術上也影響海軍甚劇，其後德國海軍之父：鐵必制過去主張「風險理論」與引誘敵人部分兵力來進行艦隊決戰的想法，但其因為德國地理位置的致命缺陷，導致一戰中期日德蘭海戰爆發、與英國整支大艦隊交火後，公海艦隊被封鎖，因為鐵必制個人的影響力甚劇，德國海軍直到威瑪共和時期仍有保持其戰略觀點。1926年，沃夫岡·魏格納海軍中將首次提出了地緣戰略和存在艦隊的應用理論，並對海軍內部提出德國對英國的地理劣勢重要性、戰略目標的檢討，認為鐵必制在海戰中過於注重消滅敵人艦隊的有生力量，而沒有將其作以更靈活的應用，專注進行破交戰。德國在地理位置上一直處於不利位置，英國的海上生命線位於大西洋西側，而德國附近的海域僅有北海和波羅的海，德國艦隊在試圖穿越抵達至大西洋前就會遭到英國其近於本土的艦隊攻擊，且能有效的支援，反之德國則無。魏格納雖提倡控制海上交通線和在地緣戰略上有其著眼點，卻過度輕視了英德兩國的艦隊質與量上的差距，認為地理優勢可以完全彌補一切。即使如此，因為一次大戰鐵必制理論的失敗，德國海軍轉而認為魏格納的「交通控制」理論才是其海軍發展的進取核心，並在軍中刺激許多年輕軍官的其相關戰略研究，但也受到保守軍官的批評。魏格納提出新海軍思想的同時，德國海軍正開始規劃重建艦隊的工作，正需要一個軍事學說來決定路線，新海軍思想中以胡戈·馮·瓦爾代爾-哈茨的《明日的海戰》（Naval Warfare of Tomorrow）論文對其觀點的敘述最為完整與極端，認為艦隊間的戰鬥已過時，將來海戰的發展會轉為對海上貿易線—商船的攻防戰，而1920年代的德國海軍也接受了此思想。

#### 水面艦隊與潛艇的聯合作戰
雷德爾是反對魏格納理論的保守軍官之一，在擔任海軍總司令期間亦曾查禁其思想，然而在他所提出的Z計畫就有其交通戰的想法，同時也結合以優勢兵力進行巡洋艦決戰的鐵必制主張。雷德爾認為北海能以一支戰鬥艦隊來突破英軍的封鎖，同時派出多艘巡洋艦、潛艇進入大西洋和其他英國通航線進行交通戰，迫使英國為保護船團而大量採用護航船團，分散皇家海軍的實力，進而相繼消滅護航艦和本土艦隊。這樣的戰略不但能造成英國大量物資的損失，也能牽制敵人相當可觀的軍力，而潛艇在一戰中的失敗被認為是因為單艘作戰能力不足，才會被已分散的護航兵力所擊敗，若結合水面艦隊和潛艇就能解決此問題，同時潛艇的存在更可限制船團的隊形，讓水面艦隊的攻擊更為容易。也因此，除了早期製造的3艘德國級裝甲艦，Z計畫仍要繼續建造這種以商船和脆弱的護航艦為主要攻擊對象、而非主力戰艦的軍艦。

#### 潛艇戰鬥群艦隊
| 時間   | 1935年 | 1936年 | 1937年 | 1938年 | 1939年 | 1939年9月1日 | 製造中 |
| ------ | ------ | ------ | ------ | ------ | ------ | ------------ | ------ |
| I級    | 2      |        |        |        |        | 2            |        |
| II級   | 20     | 4      | 4      | 2      | 2      | 32           |        |
| VII級  | 4      | 6      | 9      | 2      | 4      | 25           | 35     |
| IX級   |        |        | 6      | 4      | 3      | 13           | 19     |
| X級    |        |        |        |        |        |              | 4      |
| XI級   |        |        |        |        |        | 4            |        |
| 已完成 | 14     | 21     | 1      | 9      | 12     | 57           |        |

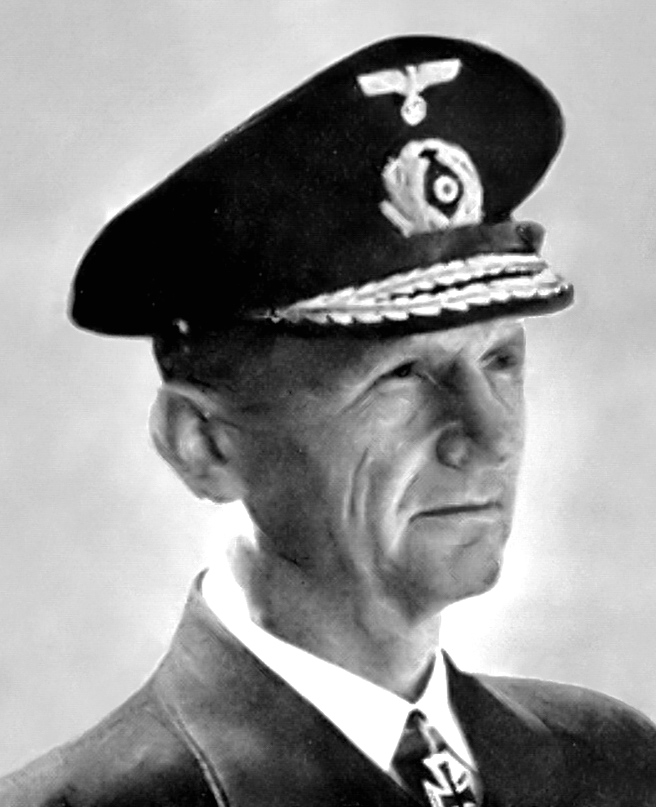
卡爾·鄧尼茲，主張將潛艇集中使用，並要求軍部生產更多的潛艇。

除了雷德爾的Z計畫艦隊外，德國海軍中有另一派不同的主張，就是卡爾·鄧尼茲上校的潛艇戰鬥群理論，也是形成日後的狼群戰術核心。鄧尼茲認為只要持續進行「噸位戰」，讓英國建造新船隻的速度低於被擊沉的速度，就能減少英國海上通航線運回本土的物資，包括戰爭工業所需要的一切原物料和人民所需的糧食，進而對德國投降。鄧尼茲曾在一戰中指揮過潛艇，根據經驗他認為若要攻擊英國的護航船團，唯一的方法就是將潛艇集中並分為多個「群」，進行嚴密的戰術控制和協同戰鬥。鄧尼茲在《英德海軍協定》簽下後，提出了大型的潛艇建造計畫，主張將全部用於建造德國水面艦隊的資源用來製造潛艇，其中以製造大量機動力強、適合遠洋作戰的中型潛艇（即指VII級潛艇）最為重要，至少要300艘，其中100艘在海上巡弋、100艘在往返基地與作戰海域、100艘在基地修整待命，並保持與其他類型潛艇3:1的比例。起初他的計畫不被海軍總部所接受，海軍總部認為未來潛艇仍會是單獨作戰的型態，比較適合建造擁有較大口徑艦砲和長續航力的大型潛艇（即指I級潛艇），即將潛艇用於類似巡洋艦的功能。這個爭論直到1939年夏季多次對英國護航船團攻擊的演習後，鄧尼茲才說服了海軍總部。然而即使已經說服了雷德爾和希特勒，德國仍沒有將潛艇的生產放在第一位，也因此大戰爆發後狼群戰術遲遲無法實行。

## 第二次世界大戰

### 戰爭初期

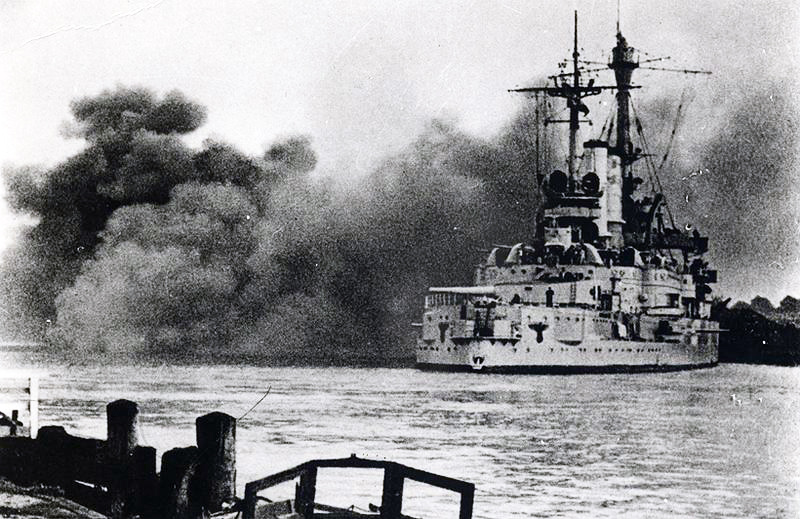
石勒苏益格-荷尔斯泰因号战列舰對波蘭格丁尼亞開火

1939年8月19日德國海軍總司令埃里希·雷德爾對海軍下達戰爭動員令，將所有海軍艦艇進入至備戰狀態，雷德爾認為動員令不久即會解除，英法兩國會妥協但澤的領土紛爭，但在9月1日德國入侵波蘭（其中戰爭海軍參與了西盤半島戰役和砲轟但澤灣）後2天，兩國對德宣戰。當雷德爾聽到宣戰消息時，他說道：「現在，水面艦隊能做的只有一件事，表現出他们懂得如何英勇赴死」。在Z計畫才剛起工的情況下，德國海軍此時能出戰的只有2艘戰鬥巡洋艦、3艘裝甲艦、兩艘重巡洋艦、6艘輕巡洋艦和共34艘的驅逐艦和魚雷艇，鄧尼茲在日後說道：「早在戰爭爆發時，我們就被打敗了，因為德國並沒有在海上做好萬全準備」。德國最高統帥部迅速擬定了作戰計畫，雷德爾以早就派遣於海外的兩艘裝甲艦發起攻勢，開始攻擊盟軍船隻；而鄧尼茲則趕緊派遣潛艇進入大西洋，德國官方宣佈「無論是否懸掛中立國之旗幟都將會攻擊」，此時潛艇數量少以及希特勒下令潛艇必須遵守《捕獲法則》行事而難以有重大戰績，鄧尼茲還是希望在英國啟用護航制度前盡可能多擊沉一些船隻。9月3日開往美國的英國客輪雅典娜號因為意外而被U-30号潜艇 (1936年)潛艇擊沉，成為開戰後第1艘被德國海軍擊沉的船隻，英國認為德國已啟用無限制潛艇戰的作戰模式，於是以護航制度來因應。英國在9月份被擊沉了43艘船，但開始護航後就只被擊沉1艘。由於英國已啟用護航制度，鄧尼茲想進行狼群戰術來因應，但潛艇數量太少，因而在第一次的集結過程中被擊沉3艘。9月30日在鄧尼茲的說服下，希特勒下令潛艇部隊不必遵守《捕獲法則》而使得潛艇的獵殺戰果大有上升，但數量仍是非常的少。英國方面對護航制度存有歧見，一方認為它是一種防守而無實際成效，應額外組建獵殺潛艇的艦隊；另一方又認為不該浪費護航兵力，導致其制度沒有貫徹實施。德國水面艦隊則在拉普拉塔河口海战中損失了斯比上將號，其後又有2艘輕巡洋艦被英軍潛艇重創，於港中修補，雷德爾派遣了數艘偽裝巡洋艦於海外攻擊商船，其他艦隻則留在軍港中。
雖然陸上西線一直維持假戰狀態，但到了1940年因為第一次世界大戰英國曾利用挪威領海封鎖德國艦隊，以及希特勒擔心其阻斷瑞典鐵礦砂的運輸和维德孔·吉斯林的遊說，德軍於4月9日發動威瑟演習作戰進攻挪威與丹麥，海軍同陸空軍協同作戰，德國雖然最後成功佔領各目標，但海軍表現頗糟，損失了1艘重巡洋艦、兩艘輕巡洋艦、10艘驅逐艦和4艘潛艇，同時也因為魚雷性能問題導致潛艇攻擊戰果少、艇員士氣低落。威瑟堡行動的結果對於德國海軍戰略擁有決定性的影響，使德國突破英國的海上封鎖、獲得了從日德蘭至北角的所有港口。1940年5月德軍發起春季攻勢佔領法國，英國遠征軍撤退至本土，之後義大利對英法宣戰。希特勒登陸英國的海獅計畫因德國海軍在挪威的損失、替登陸部隊護航得交由空軍，之後因為不列顛空戰失敗而無限期的推延，雷德爾因此而繼續派遣軍艦前往大西洋攻擊商船。

### 「第一段美好時光」（1940年7月至12月）

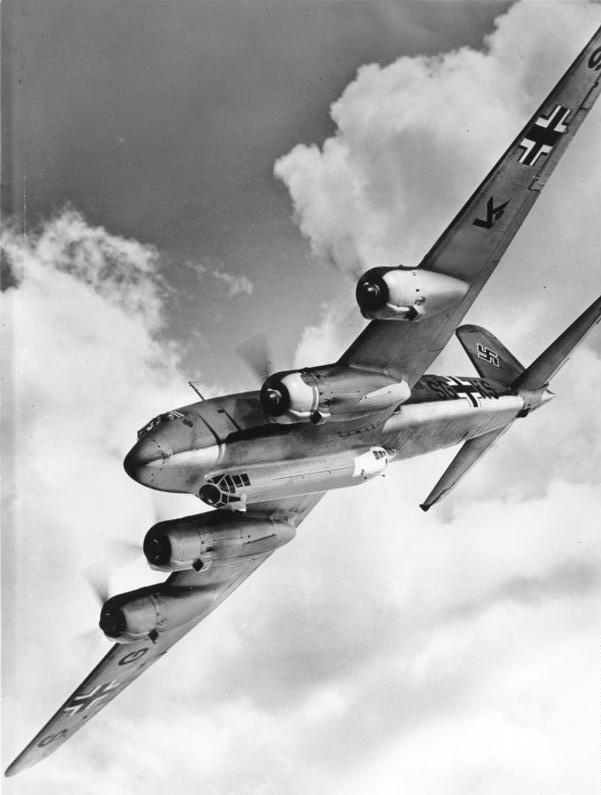
Fw 200兀鷹式轟炸機，儘管適合用於破交戰上，但數量太少而效果非常有限。

法國投降為德國攻擊英國海上通航線帶來了極為便利的條件，德國潛艇不必再從威廉港出發，耗費油料和一星期的航行時間才能進入大西洋，能夠從法國港口更有效的觸及英國海上生命線，大西洋上的潛艇活動數量也因此增加了25％。由於法國淪陷，德國即將進攻英國本土，皇家海軍艦隊多調回待命，海上護航兵力變得相當薄弱，在1940年6月和7月每一支船團僅配有一艘軍艦護航，而護航艦與岸基飛機的反潛設備只能對付水下目標而不能對在水面攻擊商船的潛艇，再加上英國因為擔心受到空中德國軍機的攻擊而要求所有商船改以愛爾蘭往蘇格蘭的北海峽航道航行，導致航線擁擠，德國潛艇得以在1940年7月至12月於獲得重大戰果，艇長稱其為「第一段美好時光」，光德國潛艇就擊沉了278艘商船，共1,492,054總噸數的物資。大西洋運輸物資的損失直到1940年9月2日美國的富蘭克林·D·羅斯福總統透過《基地驅逐艦協定》提供了50艘驅逐艦給英國，情況才稍有改善。這段時間裡雖然德國潛艇戰果豐碩，但因為潛艇數量太少，難以發起狼群戰術，雖然鄧尼茲曾利用義大利的潛艇試圖貫徹此戰術，但因為人員訓練和作戰方式等問題而作罷；同時也因為缺乏長程偵察機而無法充分利用這段時間獲得更大的戰果。
| 1940年 | 德國潛艇      | 義大利潛艇 | 偽裝巡洋艦 | 重型水面艦 | 長程轟炸機 |
| ------ | ------------- | ---------- | ---------- | ---------- | ---------- |
| 7月    | 38/194,922    |            | 11/67,494  |            |            |
| 8月    | 54/283,386    | 2/13,593   | 11/61,767  |            | 2/8,973    |
| 9月    | 52/265,737    | 3/7,669    | 8/65,386   |            |            |
| 10月   | 61/344,513    | 4/15,591   | 4/30,539   |            | 2/6,420    |
| 11月   | 34/173,995    | 1/4,866    | 9/74,923   | 8/60,332   | 7/34,806   |
| 12月   | 39/229,501    | 7/27,976   | 5/25,904   | 3/20,971   | 1/4,360    |
| 總數   | 278/1,492,054 | 17/62,695  | 48/326,013 | 11/81,303  | 12/54,559  |

### 俾斯麥號戰鬥艦的沉沒

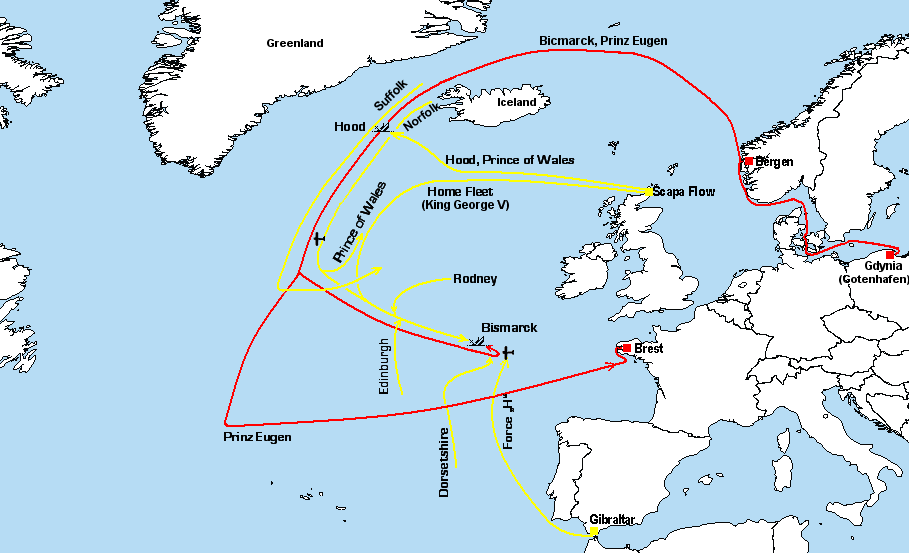
萊茵演習行動流程與結果

德國水面艦隊於1940年10月派出數艘裝甲艦、重巡洋艦和偽裝巡洋艦由北海進入大西洋攻擊商船，在海上大有斬獲，迫使英國作好戰鬥以迎擊。1941年5月18日德國海軍發起萊茵演習行動，企圖由欧根亲王号和俾斯麦号组成破袭舰队，突入北大西洋执行破交作战(破坏英国的海上交通线)。此計畫曾遭艦隊司令君特·吕特晏斯的反對，他指出將此作戰延到兩艘戰鬥巡洋艦（指的是沙恩霍斯特號和格奈森瑙號，它們曾在4月上旬受創，進入布雷斯特翻修，而皇家海軍又於此港外佈下多處雷區，使得出勤時間一延再延）做好準備再進行，但遭雷德爾駁回，他指出若是到夏季才開始執行將會失去天候和晝短夜長這兩個有利條件；更重要的是，希特勒已在準備巴巴羅薩作戰，陸軍和空軍的需求將為最優先，若不在海上取得驚人勝利，難使希特勒繼續支持海軍艦隊。之後，在5月24日爆發了丹麥海峽海戰，俾斯麥號和歐根親王號擊沉皇家海軍的舊艦：胡德號戰列巡洋艦、重創威爾士親王號戰列艦，而在3天後皇家海軍派遣了大量軍艦前往、搜索攔截俾斯麥號，並將其擊沉。萊茵演習行動以德國海軍的失敗告終，使得希特勒對大型水面艦的興致降至谷底，成了水面艦隊和雷德爾的轉捩點，也顯示皇家海軍已開始集結艦隊反擊。到了11月皇家海軍也消滅了所有在外巡弋的德國偽裝巡洋艦。

### 英國反擊與蘇聯、美國參戰

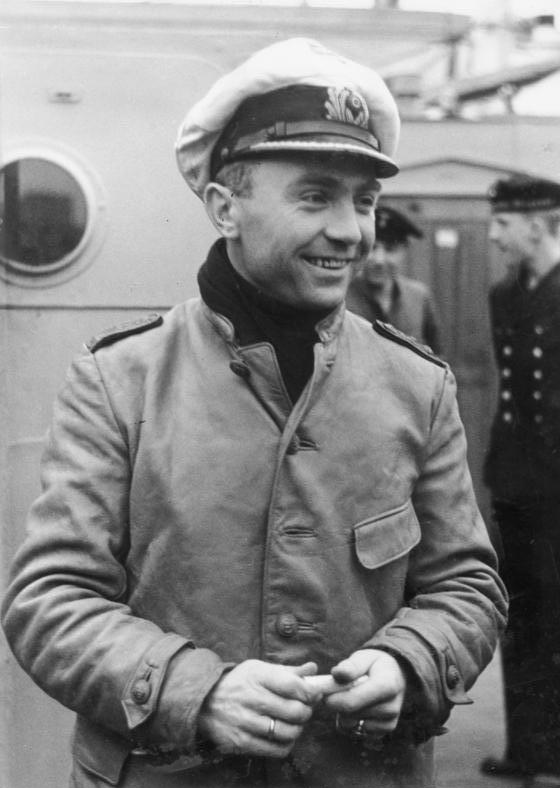
「王牌艇長」君特·普里恩，於1941年3月被英軍擊沉其指揮的U-47而陣亡。他的死對德國海軍士氣是一大打擊。

德國潛艇部隊的戰績於1940年10月達到最高峰，也開始使用狼群編隊，但其後因為冬季的到來略有下降。英國則開始組織反擊，重組了護航制度、將西航道司令部由普利茅斯改至利物浦、更換指揮官和進行更嚴謹的海空軍合作，英國透過政府密碼研究協會，對德國潛艇的電文和通信進行攔截，判斷其出沒位置，並向海軍部提供適合的航線與護航艦艇資訊，此舉大大改進了護航的效率。由於英軍的反潛技術有了相當的經驗，在1941年3月擊沉了不少潛艇（英國每損失五艘商船就擊沉一艘德國潛艇），其中還損失了3名王牌艇長。鄧尼茲此時擁有的潛艇數量仍僅有27艘，他決定派遣它們前往更西邊的航道，護航戰艦和岸基飛機所不及處。1941年5月德國潛艇U-101被盟軍所俘虜，並獲得一台通信用的恩尼格瑪密碼機，同時也改善了測向儀技術、雷達系統。
美國方面，羅斯福對德國潛艇態度越來越強硬，1939年9月23日美國就發表《巴拿馬宣言》，劃分了一個海上中立「安全區」，提供美國軍艦保護該海域的船隻，其後又有《驅逐艦協定》和《租借法案》、同意英國軍艦於美國造船廠檢修、還將其安全區向東延長，到了6月美國還駐軍於冰島，也使得德國與美國海軍的關係越來越緊張。1941年6月英國破解了恩尼格瑪密碼，為反潛和護航作戰提供了重要的幫助，但因為鄧尼茲察覺到有異，下令將保密制度升級，英國的密碼優勢並未維持太久，反而被德國破解了英國海軍部的密碼。6月22日希特勒進攻蘇聯並調撥了相當的資源在對蘇戰爭上，且要求鄧尼茲不得攻擊美國船艦以免其參戰，英國則宣佈將會支援蘇聯一切作戰物資，並透過北冰洋航線送達。12月7日日本偷襲美國在夏威夷的珍珠港基地，美國因此對日宣戰，德國也在12月11日對美國宣戰，戰場範圍因而擴大了。

### 「第二段美好時光」（1942年1月至8月）
| 1942年 | 美國東海岸    | 墨西哥灣   | 加勒比海    | 安地列斯群島 | 北大西洋    | 中大西洋   |
| ------ | ------------- | ---------- | ----------- | ------------ | ----------- | ---------- |
| 1月    | 23/142,320    |            |             |              | 25/128,718  |            |
| 2月    | 31/199,695    |            | 18/88,981   | 5/18,938     | 15/95,617   |            |
| 3月    | 48/265,737    |            | 3/20,131    | 11/55,563    | 8/26,430    | 9/52,857   |
| 4月    | 43/137,960    |            | 7/49,396    | 7/40,564     | 3/15,744    | 2/11,534   |
| 5月    | 34/250,813    | 26/150,277 | 29/117,319  | 19/85,946    | 15/82,879   |            |
| 6月    | 29/13,341     | 18/83,444  | 39/177,625  | 18/113,369   | 18/91,355   |            |
| 7月    | 21/112,910    | 15/48,991  | 12/60,544   | 11/29,685    | 8/56,932    | 15/96,416  |
| 8月    |               |            | 20/109,087  | 21/110,911   | 38/202,189  | 16/72,826  |
| 總數   | 229/1,022,776 | 59/282,712 | 128/623,083 | 92/454,976   | 110/699,864 | 42/233,633 |

鄧尼茲在1942年年底只有90艘潛艇，他認為要對美國發起攻勢，在最短時間內擊沉大量物資（每月810,000噸），以免其造船速度和反潛準備的增加導致大西洋海戰德國失敗。然而德國最高統帥部因為北非和馬爾他戰事告緊，一直要求鄧尼茲挪出兵力前往地中海和直布羅陀海域，鄧尼茲認為那是無謂的浪費。他策劃了以美國船隻為主要目標的擊鼓行動，由於美國沒有使用護航制度而不使用狼群戰術。美國因為太平洋戰爭而調移了許多原本可用來攻擊潛艇的軍艦，《租借法案》也轉移不少驅逐艦給了英國，使得美國本土海域缺乏防禦，美國海軍總司令恩斯特·金恩上將認為在護航船艦不足的情況下建立護航船團沒有意義，只有在擁有必要資源時才組建。德國潛艇於1942年1月至8月在美國東岸大有斬獲，並稱其為「第二段美好時光」。
美國東海岸負責反潛作戰的大西洋艦隊所組建出的反潛艦隊也多為不適合此作戰的船隻且缺乏訓練，而從美國陸軍航空軍徵調用來作為反潛機的B-17和B-24也因為陸海軍指揮權和從轟炸機轉為反潛機不適應而有各個問題。德國潛艇則因為每天截獲許多盟軍商船所發出的無線電訊號而大肆攻擊船團，美國則在反潛作戰上缺乏搜索與追擊的實戰經驗，海空力量也沒有協同，深水炸彈等武器性能也低落。一直到5月美國海軍才開始了護航制度並對反潛制度加以改進。鄧尼茲因為美國東海岸防禦能力逐漸增強，他開始將潛艇派到防禦鬆散的墨西哥灣和北大西洋等其他海域以維持噸位戰計算所需達到的每月擊沉數。1942年夏越來越多德國潛艇下水服役，鄧尼茲因而恢復啟用狼群戰術，還有派遣潛艇運輸秘密滲透破壞單位進入美國。

### 海軍戰略轉移
德國戰略上因為援蘇船隊的存在與英國多次派出突擊隊登陸挪威進行破壞行動，使希特勒認為其試圖在斯堪地拉維亞半島登陸反攻，他對此說道：「挪威是這場戰爭的『命運之地』」，要求「每一艘可動用的船艦都要部署於挪威。」，希特勒尤其要求從位在法國的主力艦穿越英吉利海峽，協防挪威，海軍作戰部便擬定賽博勒司行動，成功移防了3艘主力艦和6艘驅逐艦，此外還向鄧尼茲徵調潛艇。鄧尼茲認為此舉使得大西洋海戰原本就已顯不夠的潛艇兵力更加不足，但仍派遣了20艘潛艇。同時主力艦轉往挪威也象徵了德國海軍放棄了遠洋作戰。1942年駐防挪威的德國海軍艦隊有5艘主力艦和10艘潛艇，其中對盟軍战略部署最大的棋就是鐵必制號戰鬥艦。

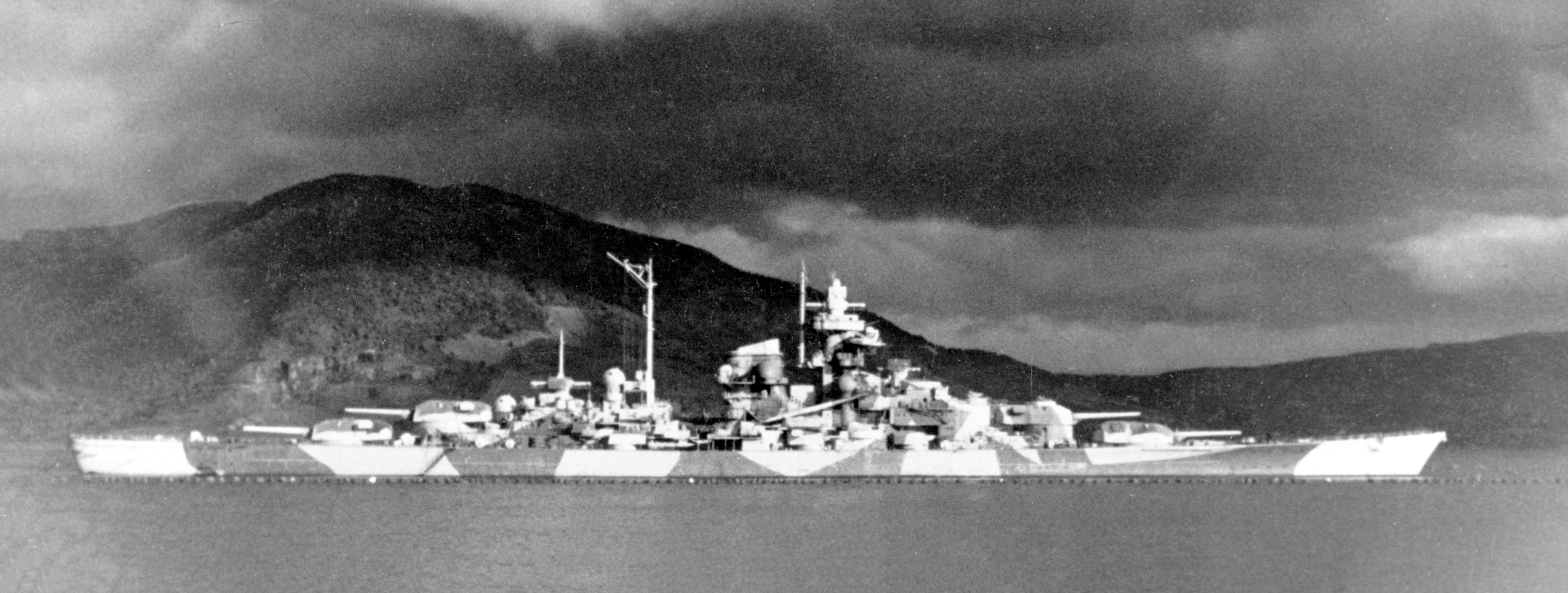
在挪威的提尔皮茨号

1942年3月14日希特勒下令將北極船團定為與俄國戰役相關的重要戰略目標，要求將其徹底阻絕。但運往摩爾曼斯克港口的船團僅受到德國在挪威的海空軍零星攻擊，主要是德國燃料短缺，嚴重限制了艦隊的作戰能力，1942年4月德國海軍僅能獲得月需求量10％的燃料，但潛艇因為使用柴油而未受影響，成了該地區真正的攻擊主力。1942年12月31日在挪威北海爆發了巴倫支海海戰，錯失殲滅援蘇北極船隊的機會，希特勒對此結果十分不滿，也成了德國水面艦命運的轉捩點，下令拆毀所有含驅逐艦的艦隊和取消水面艦的建造，將艦上的火砲、裝甲與官兵用以加強大西洋長城的防禦設施，雷德爾抗辯無效後就自己請辭了，而鄧尼茲則被任命為新的海軍總司令。鄧尼茲雖為潛艇指揮官但瞭解艦隊存在之價值，他說服了希特勒保留了水面艦隊（但停止了建造），改將海軍資源都投入潛艇中。在1943年發生的北角海戰中，皇家海軍擊沉了沙恩霍斯特號，之後大多數德國水面艦退至港口作為存在艦隊，牽制皇家海軍的部署。而提爾皮茨號戰鬥艦不斷地穿梭於挪威的峽灣中，盟軍認為其對援蘇商船運輸造成非常大的威脅，持續以各種行動試圖癱瘓或擊沉它，最後在1944年的問答集行動中成功擊沉，從此德國水面艦隊也無對盟軍實際的影響力了。

### 潛艇戰轉捩點

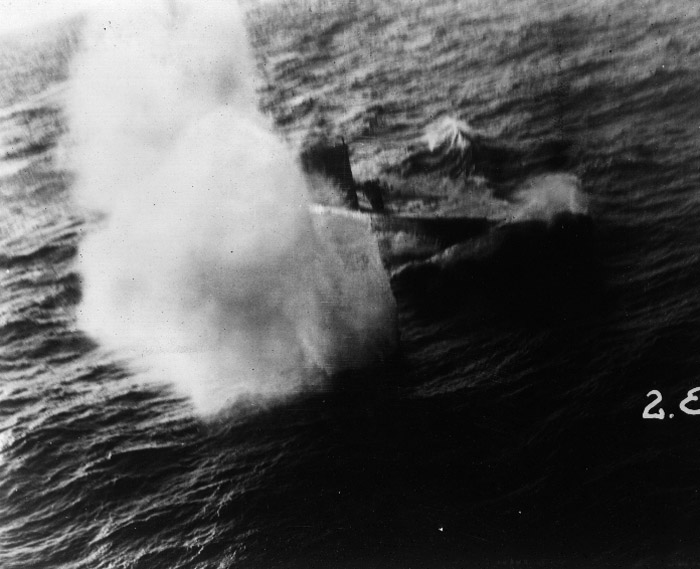
盟軍的反潛機投下深水炸彈攻擊潛艇（圖為U-159）

和水面艦隊駐於挪威的情況相比，大西洋海戰逐漸進入白熱化階段，雙方投入之兵力甚多，鄧尼茲取得了希特勒的信任加速生產潛艇，1943年的狼群規模越來越大。德國海軍參謀本部認為在1943年同盟國可建造1,080萬噸的新船（實際上是1,238.4萬噸），因此平均每月都應要擊沉總計900,000噸的船隻。在2月最後10天擊沉了28艘船（183,650噸）、3月的前10天共擊沉41艘船（229,949噸）、後10天又擊沉了44艘船（282,009噸）。在德國潛艇大有斬獲的同時，同盟國也在進步，包括改良超遠程飛機和使用新式反潛裝備、「利式」探照燈、刺蝟砲和新型深水炸彈等，德軍用來躲避盟軍的雷達裝置和密碼機也遭破解，盟國護航船隻開始大量出現護衛航空母艦，也開始從英國本土轟炸德國潛艇製造廠，反潛人員的技術也逐漸進步，潛艇更是無法應付飛機這種「不對稱」的戰鬥兵種，盟軍巨大的生產力也令護航艦艇大量增加，也開始組建了「支援群」，專配於護航船團對潛艇採取攻擊。
德國潛艇的損失開始增加，2月有14艘被擊沉、3月13艘、4月12艘，但到5月22日該月的損失就有31艘。到了5月底鄧尼茲認為噸位戰已經宣告失敗，盟軍已獲得戰略主導權，但他還是派出潛艇於海上遊獵（單艇巡弋），9月和10月德國潛艇僅擊沉了9艘船，但卻損失26艘潛艇。鄧尼茲在記事本上寫道：「很顯然，潛艇除了對敵人的牽制作戰外已毫無作為。」但他還是持續生產潛艇。鄧尼茲打算使用新式潛艇繼續與盟軍作戰，他和軍備部長阿尔伯特·斯佩尔將潛艇製造廠規模擴增，把每一個零件在各個不同地方生產再送到同一處組裝，大大增加了效率和抵抗盟軍對船廠的轟炸。

### 戰爭後期

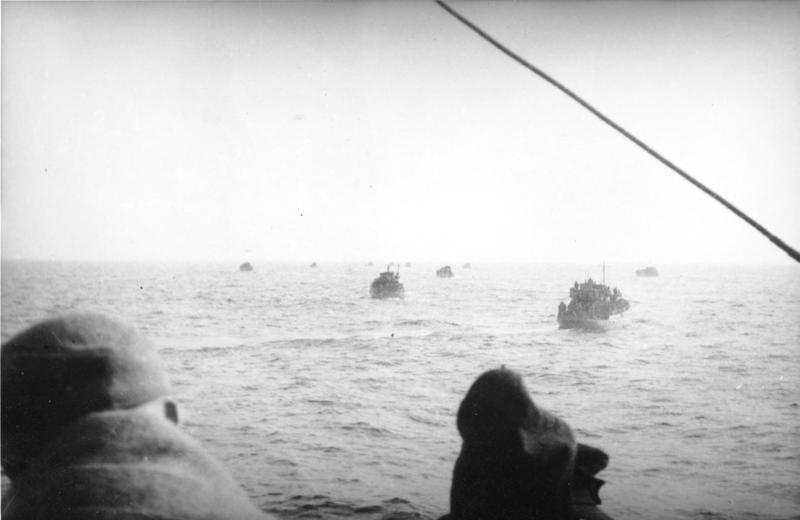
波羅的海上的德國難民

1944年納粹德國節節敗退，蘇聯紅軍從東部直搗德國本土，同時盟軍也在法國開闢了第二戰場，德國海軍雖然派遣潛艇攔截登陸船隻卻戰果極小，己方還損失多艘潛艇。不過在東部的波羅的海，尚保有制海權的德國海軍仍能以殘存的海軍水面艦以砲火支援陸軍逐漸撤退。德國東普魯士的平民怕落入紅軍手中將被報復，海軍組織起所有力量進行撤退，展開漢尼拔行動，成功搶救了200萬名平民與300,000名士兵。到了戰爭最後階段，鄧尼茲還計畫動用所有潛艇進行攻勢，但仍無法挽回局面，在戰爭最後5周內共有83艘潛艇被擊沉。海軍還曾組織了小規模的步兵師到前線與陸軍並肩作戰。1945年4月30日希特勒自殺，根據其遺囑任命鄧尼茲為聯邦大總統和國家元首。5月2日鄧尼茲在弗倫斯堡組成新政府，5月5日鄧尼茲命令所有U艇停止攻擊行動及返回基地。海軍總司令漢斯-格奧爾格·馮·弗里德堡於1945年5月代表戰爭海軍簽署投降書。5月8日德國正式投降，戰爭海軍則到1946年才正式解散。

### 其他戰區

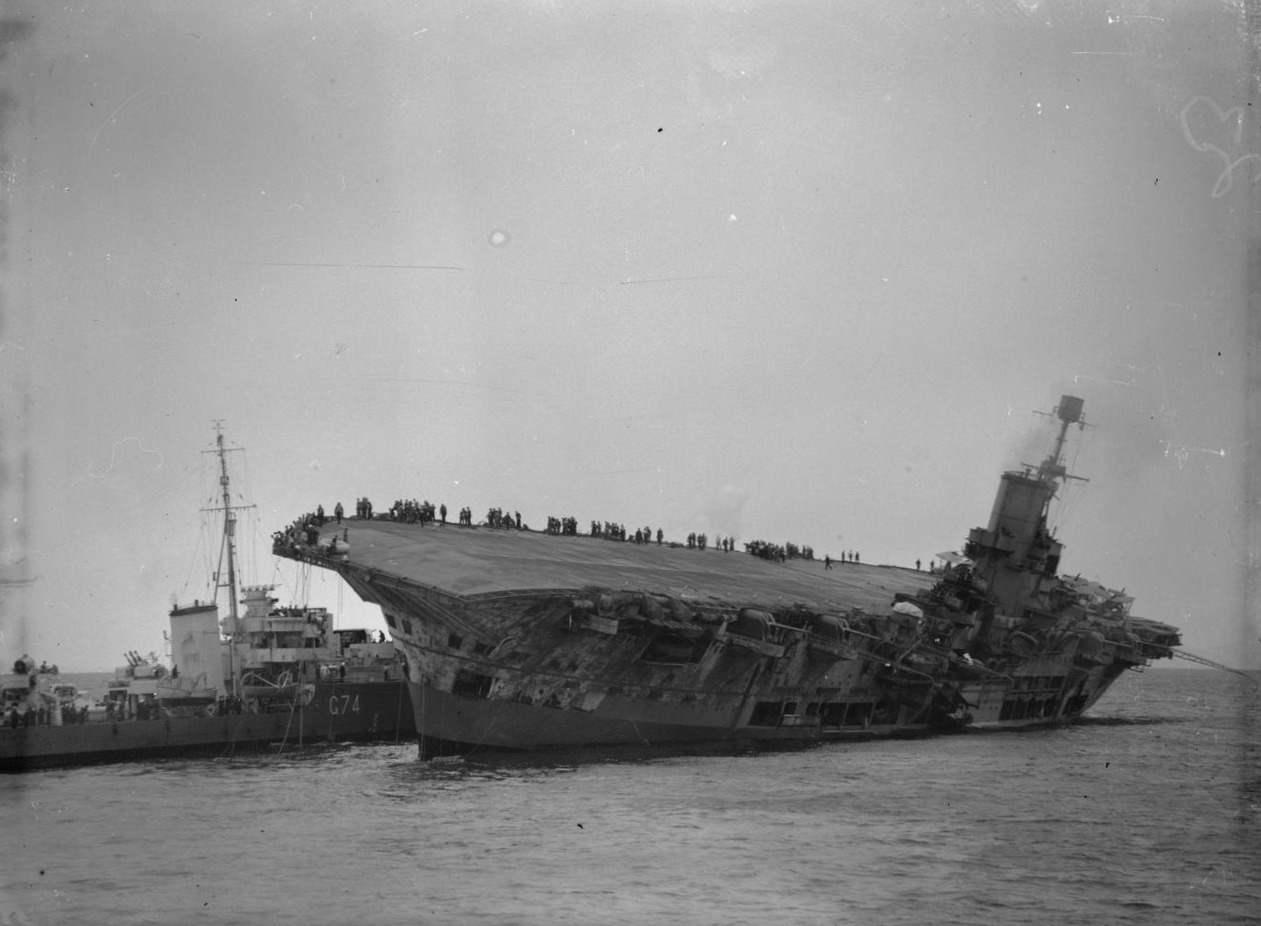
英國皇家方舟號航空母艦於地中海被德國潛艇擊沉。

自從義大利於1940年6月對英法宣戰，就開闢了地中海戰場。從1941年9月到1944年5月約有62艘德國潛艇穿過英國直布羅陀基地前往地中海，擊沉了數艘盟軍軍艦和商船，德國潛艇在此主要任務是打擊通往地中海英國馬爾他基地的補給、支援義大利海軍與掩護北非埃爾溫·隆美爾的德意志非洲軍海上補給線，然而直到戰爭結束都沒有一艘地中海戰區的潛艇回到他們原本的基地，它們多在戰鬥中被擊沉或是投降時鑿沉。鄧尼茲認為德國海軍在噸位戰上不應浪費數量已經算少的潛艇赴往其他戰場，大西洋才是決定性戰場，但他的意見沒有被採納（主要原因是雷德爾於1940年建議希特勒將主戰場轉往地中海）。
除了地中海外，戰爭海軍還派遣潛艇和偽裝巡洋艦前往太平洋、西非海域和印度洋擊沉盟軍商船，德國潛艇在此區常停駐於日本軍港，少數之後成為了日本潛艇。
另外還有在波羅的海與黑海和蘇聯艦隊交戰，同時維持東線北方集團軍的補給。

## 戰後

### 戰爭審判

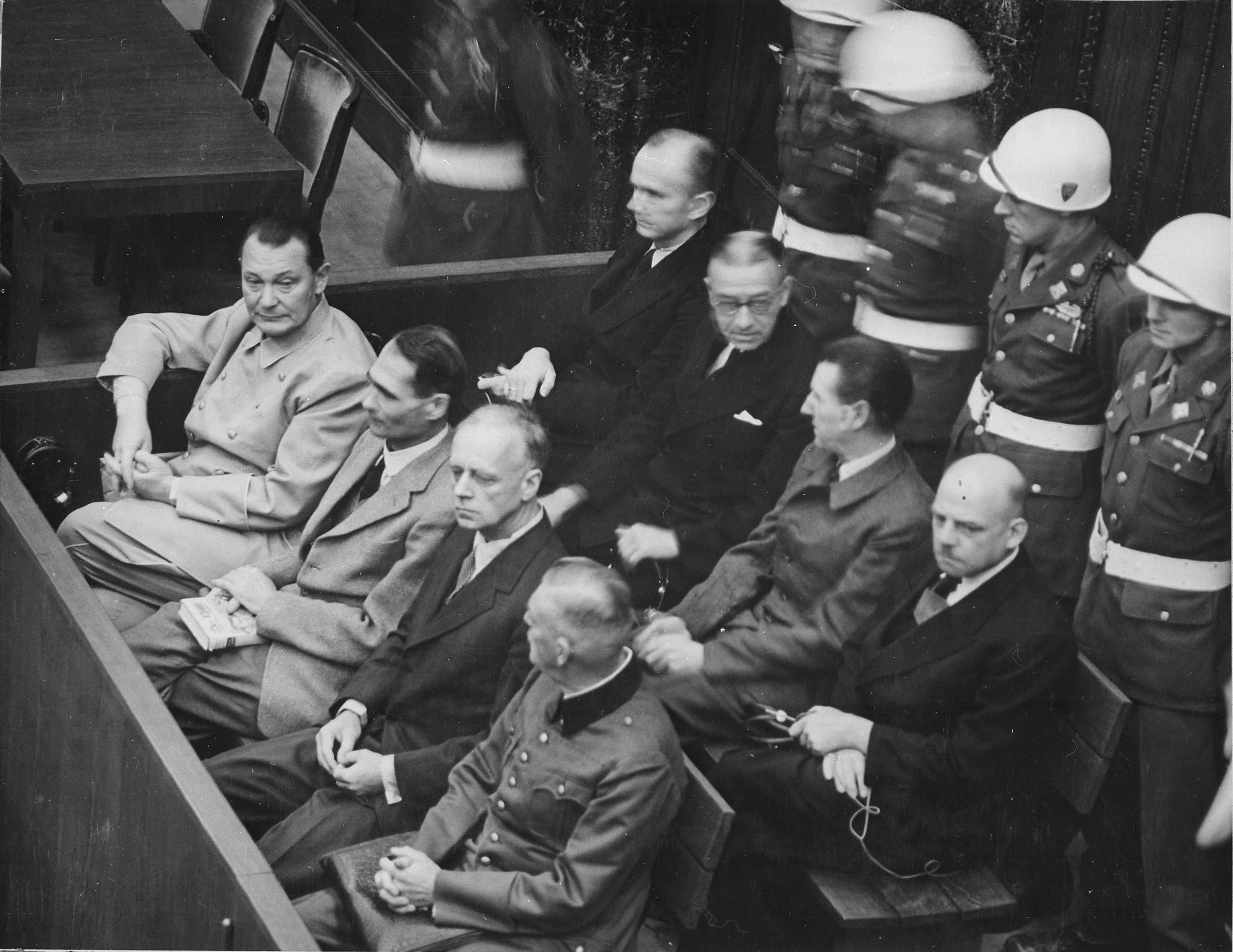
於紐倫堡審判的納粹德國高層人物，後排兩名黑衣並坐者即是鄧尼茲和雷德爾（戴眼镜者）

戰爭結束後，德國海軍中的雷德爾和鄧尼茲於紐倫堡審判中被起訴；英國海軍堅決反對起訴兩人，根據紐倫堡歷史學家約翰·圖薩斯（John Tusas）的報告，「英國海軍認為德國海軍進行的是一場合法公正的戰爭…，他們明白關於海軍戰爭的法律是非常不嚴謹的，執行起來會有機可乘…」。英國法學家漢佛雷·瓦多克認為：「審判德國海軍會面臨法律難題」，圖薩斯還因此總結指控德國海軍的證據是「不可靠和虛弱的」。美國海軍高層也有其同感，因為他們自己也在戰爭中對日本發起了無限制潛艇戰，且不會營救落水者，有時甚至還會攻擊其救生艇上的船員。然而因為受到蘇聯和法國政府的堅持，以及其在納粹德國重要的政治地位，兩人仍被起訴。雷德爾因為在戰爭爆發之初已有高級職位（海軍總司令），對以海軍幫助希特勒的戰爭行動有其責任，3項主要罪名：「發起侵略戰爭」、「制訂侵略計畫」和「犯有戰爭罪行」皆起訴（危害人类罪沒有起訴），但僅有制訂侵略計畫判決有罪（威瑟堡行動）。雖然此判決引起部分爭議，雷德爾最後被判決終身監禁，然而在判決時的1946年他已有70歲高齡，故因而減刑並在1955年9月獲釋。對鄧尼茲的審判中，第1條的「發起侵略戰爭」由於戰爭爆發之初鄧尼茲僅為上校軍銜而無罪；第2條的「制訂侵略計畫」雖然鄧尼茲作為海軍軍官僅是聽命行事，但陪審團仍判決其有罪；第3條的「犯有戰爭罪行」案例主要集中於拉克尼亞命令，指控鄧尼茲於1942年12月發布該命令，要求艇長不營救落水者並暗示殺死倖存者。然而鄧尼茲辯護律師提出多項證據作證絕無此事，且證人之言詞有其漏洞，美國的太平洋總司令切斯特·威廉·尼米兹上將也給予相關資訊，紐倫堡法庭的美國大法官弗朗西斯·貝弗利·比德尔宣稱：「德國人發起的潛艇戰爭比美國的還要公正」，並不支持鄧尼茲在這項罪行上有罪，但法國與蘇聯法官堅持其有罪，最後宣判有罪，判處10年監禁（紐倫堡法庭中被判有罪者最短的刑期）。

### 解散與改組

現在的德國海軍軍旗

戰爭結束後，德國海軍只剩下少數軍艦由戰勝國處置。齊柏林伯爵號被蘇聯當作艦艇與戰機的靶船。而大部分的驅逐艦和魚雷艇則編入盟軍的艦隊中，驅逐艦被瓜分，萊比錫號載滿毒氣被拖往北海擊沉，紐倫堡號進入蘇聯海軍服役，改為馬可羅夫上將號（Admiral Makarov）；歐根親王號則是被美國使用於十字路行動，測試水下核爆對水面船艦的傷害程度；挪威和丹麥得到少數魚雷艇。這些驅逐艦於1950年代紛紛退役，而一些魚雷艇則在1960年代回到了德國。為了進行戰後的掃雷作業，英國從1945年6月至1948年1月聘請德國水手和掃雷艇人員，組織了小型的「德國掃雷部門」，其中有前戰爭海軍27,000名人員和300艘船隻。1956年西德加入北約組織，一個新的海軍組織誕生：聯邦海軍。有些如埃里希·托普和奧托·克瑞奇米爾等前戰爭海軍指揮官繼續為聯邦海軍服務；戰後不久東德的人民海军也跟著成立，1990年兩德統一後，海軍改名為德國海軍。

## 指揮結構與人員編制

戰爭海軍總司令之旗（1935年至1939年使用的版本）

戰爭海軍的指揮體系基本上與國家海軍相同，希特勒是德國全軍統帥，德意志國防軍設有德國海軍總司令部，由戰爭海軍總司令（Oberbefehlshaber der Kriegsmarine）指揮。下轄海軍參謀長指揮的海軍參謀部和海戰指揮部。
德國海軍還依照地區劃分海軍集團司令部，下面再分為各地的海軍最高統帥部，如北海海軍最高統帥部，各轄有艦隊，每支艦隊各由一將官負責，並統一聽從艦隊司令（Flottenchef）的指揮。海軍中各不同的艦種和兵種也有各統一指揮官，如戰鬥艦總司令、巡洋艦總司令和潛艇總司令等，另外還有海軍保安部、偵查部和負責沿岸巡邏、掃雷、攻擊船團與偵查任務的6支飛行中隊（配有Fw 200長程轟炸機，但由空軍負責培訓和調度）。陸上單位除了數個海軍砲兵營外，到戰爭後期還有少量海軍步兵師（並非專職登陸作戰的部隊，而是海軍水手所構成的陸上戰鬥部隊）。
| 任 | 最高軍銜 | 名字                      | 任期                          | 備註         |
| -- | -------- | ------------------------- | ----------------------------- | ------------ |
| 1  | 元帥     | 埃里希·雷德尔             | 1935年7月1日 - 1943年1月30日  |              |
| 2  | 元帥     | 卡爾·鄧尼茨               | 1943年1月30日 - 1945年5月1日  |              |
| 3  | 一級上將 | 漢斯-格奧爾格·馮·弗里德堡 | 1945年5月1日 - 1945年5月9日   | 之後自殺身亡 |
| 4  | 一級上將 | 瓦爾特·瓦瑟洽             | 1945年5月23日 - 1945年7月22日 | 盟軍指派擔任 |

## 招募與訓練

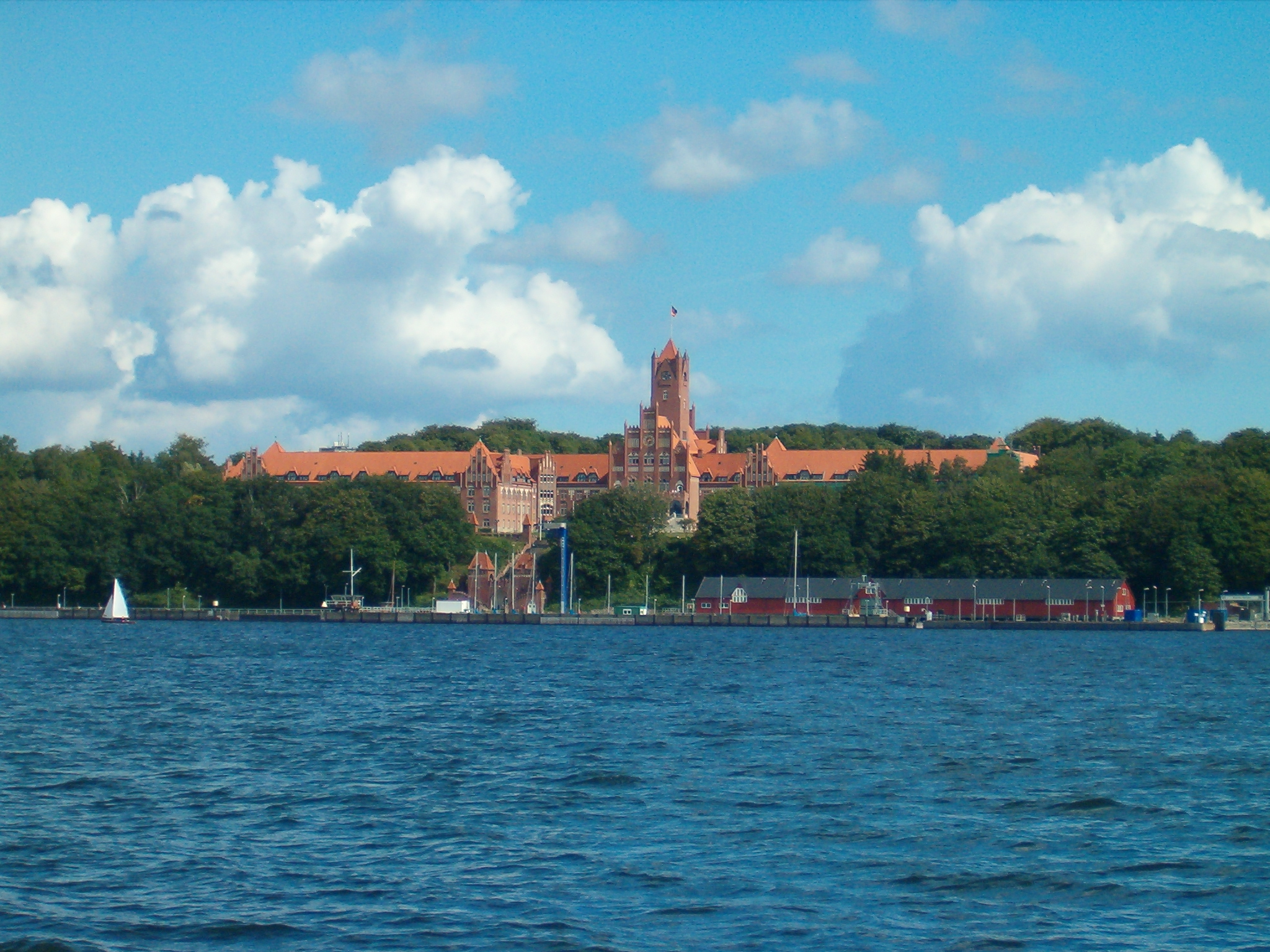
弗蘭斯堡—慕爾威克海軍軍校，著名的王牌艇長沃夫岡·呂茨曾於此任教。

20年代時因為德國經濟凋敝，不少人前來海軍謀求一份工作，德國海軍因而吸收大批志願者，同時也有許多技術人員。在希特勒恢復徵兵制後，標準年齡是17歲到23歲。應徵者除了附上個人資料、政治信仰、教育程度外，還要求血統證明。通過基本審查後還要經過6個月的技術實習才能正式入伍，並獲得一份軍人通行證。招募進入海軍所得最高軍銜是高級士官長，並要求他們簽訂至少12年的服役合約，而希望晉升軍官者更要服役長達25年。基本軍事訓練完成後，候補軍官還有105天的航海訓練、14個月的巡洋艦航海訓練、1年的海軍學院學習課程、6個月的專業技能訓練和1年的艦上實戰訓練。戰前德國海軍每年招募13,000人入伍，其中只有33％能通過嚴格的潛艇艇員資格審查，而這其中又只有60％的人最後能進入潛艇部隊中。到了1942年，海軍每年征召42,000人，但潛艇部隊一直有所缺額，後來還從其他軍種中轉調人員，經過短期訓練後進入服役。潛艇部隊訓練起於1933年的基爾反潛學院，使用第一訓練艦隊的II級潛艇進行操作（U-1～U-6號），還要教授潛艇構造、技術、推進系統等課題，後來訓練艦隊持續擴編，直到戰爭結束時共有4個訓練艦隊。

## 船艦武裝

### 水面艦

#### 航空母艦

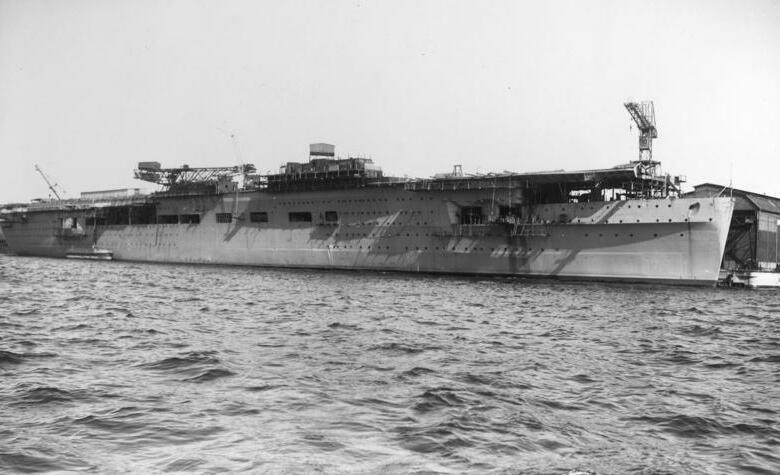
齊柏林伯爵號航空母艦

戰爭海軍在雷德爾的推動下，於Z計畫中預計建造2艘航空母艦，然而德國海軍在使用、建造航空母艦上都欠缺經驗，有不少技術和設計皆從軸心盟國的日本海軍所引進（主要參考赤城號的設計）。雖然德國海軍發展海軍航空兵非常不順，但仍有研製數種艦載飛機，在二次大戰英德海戰正激烈時，英國艦載機多遠不及同期德國空軍軍機；但由於海軍水面艦的建造計畫斷斷續續，加上與潛艇派軍官和空軍總司令赫爾曼·戈林的糾紛，使許多艦載機的生產改裝計畫皆胎死腹中。預定建造的航空母艦分別為：齊柏林伯爵號、彼得·史特拉塞號，並將配置的艦載機為戰鬥機（10架）：Bf 109T型或Me 155、俯衝轟炸機（20架）：Ju 87C型或E型、魚雷轟炸機（20架）：Fi 167。之後在戰爭中期，德國海軍還預計以其他船隻改裝成航空母艦，包括希佩爾海軍上將級重巡洋艦的塞德利茨號（改裝完後將改稱威瑟河號）、歐羅巴號、波茨坦號（改裝完後改稱易北河號）、格奈森瑙號客輪（改裝完後改稱亞德河號）、從法國繳獲的迪格拉塞號輕巡洋艦，以及其他商船改裝的水上機母艦。最後只有齊柏林伯爵號進行過下水儀式，但還是僅完成85％且無配置艦載機（主要是因為與戈林的航空兵力分配權衝突所致）。除了德國自己的船艦外，也有於義大利投降後繳獲的鷲座號與雀鷹號航空母艦，但這兩艘也都未建造完成。

#### 戰列艦

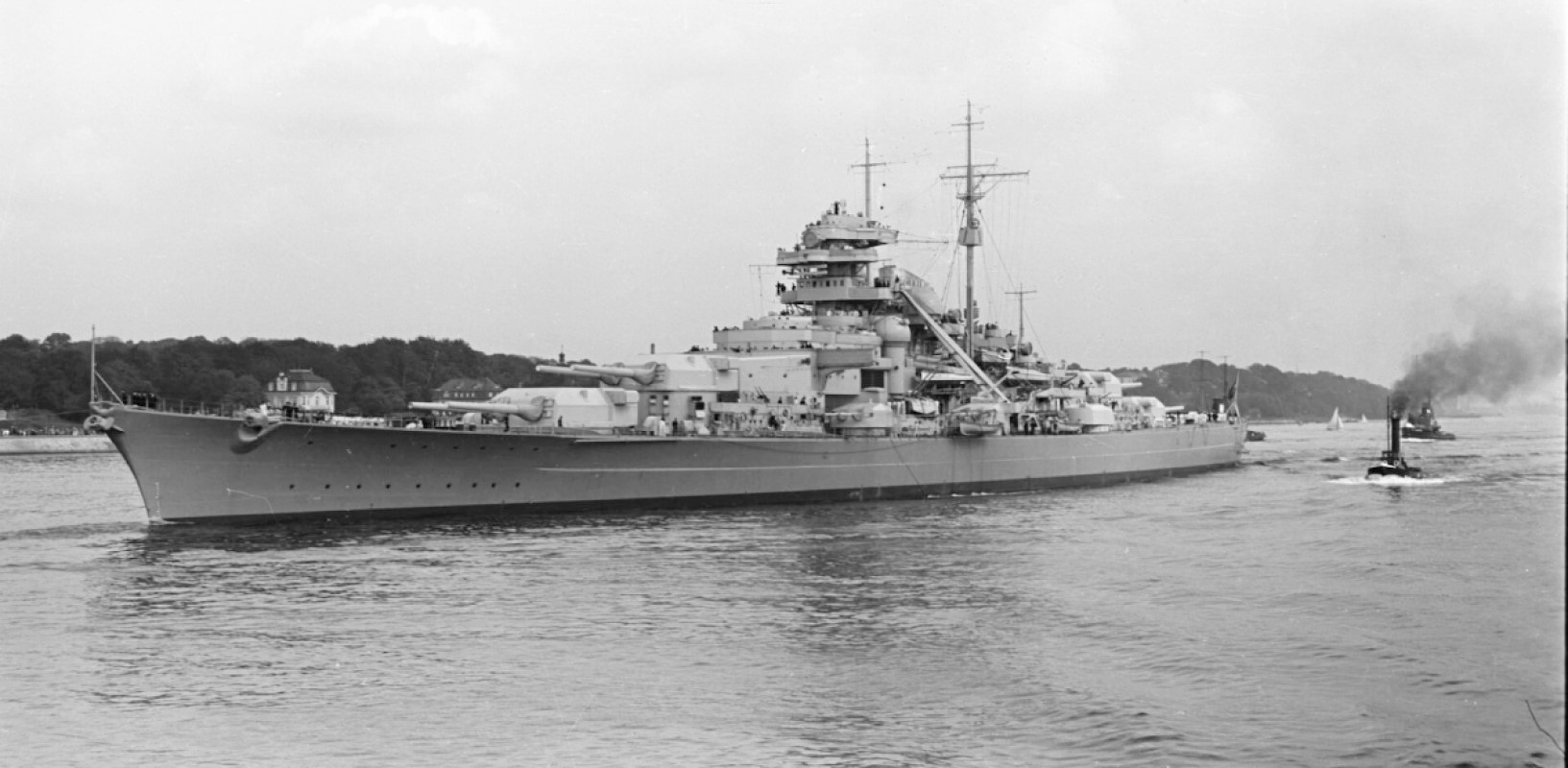
俾斯麥號戰鬥艦

德國海軍原本僅保有3艘自一戰遺留的舊式戰列艦（德國級戰列艦的石勒蘇益格-荷爾斯泰因號，西里西亞號和漢諾威號），但多作為輔助艦和訓練艦。在希特勒撕毀《凡爾賽條約》、簽訂《英德海軍協定》後，開始設計允許德國建造的35,000噸級戰列艦，就是後來的俾斯麥級戰鬥艦。俾斯麥級共有2艘，排水量實際上超過規定（40,000噸以上），分別為俾斯麥號和鐵必制號。俾斯麥級是德國二戰下水的唯一級別戰列艦，在美國的愛荷華級和大日本帝國的大和級下水前，她們一直是世界上最大型的戰列艦。航速最高可達29節，航程9000海浬（19節），配有8門380毫米的主砲、12門150毫米副砲。裝甲側舷可達320毫米、甲板最厚處也有200毫米。俾斯麥號和鐵必制號分別以漢諾威號的替代艦—F艦與什列斯威格-霍爾斯坦號的替代艦—G艦之名開始建造，並分別於1940年8月和1941年2月服役。雷德爾於Z計畫也擬定了多艘不同於俾斯麥級的戰列艦建造計畫，即H級戰鬥艦（興登堡級），並以H、J、K、L等代號起工興建，該級戰鬥艦的主砲口徑、裝甲厚度和排水量（L艦滿載排水量就有98,000噸）皆很高，預定作為北海突破英國艦隊的主力，但因為戰爭過早爆發、原物料的短缺和希特勒的反對，直到戰爭結束都沒有一艘被製造出來。

#### 裝甲艦、戰列巡洋艦和重巡洋艦

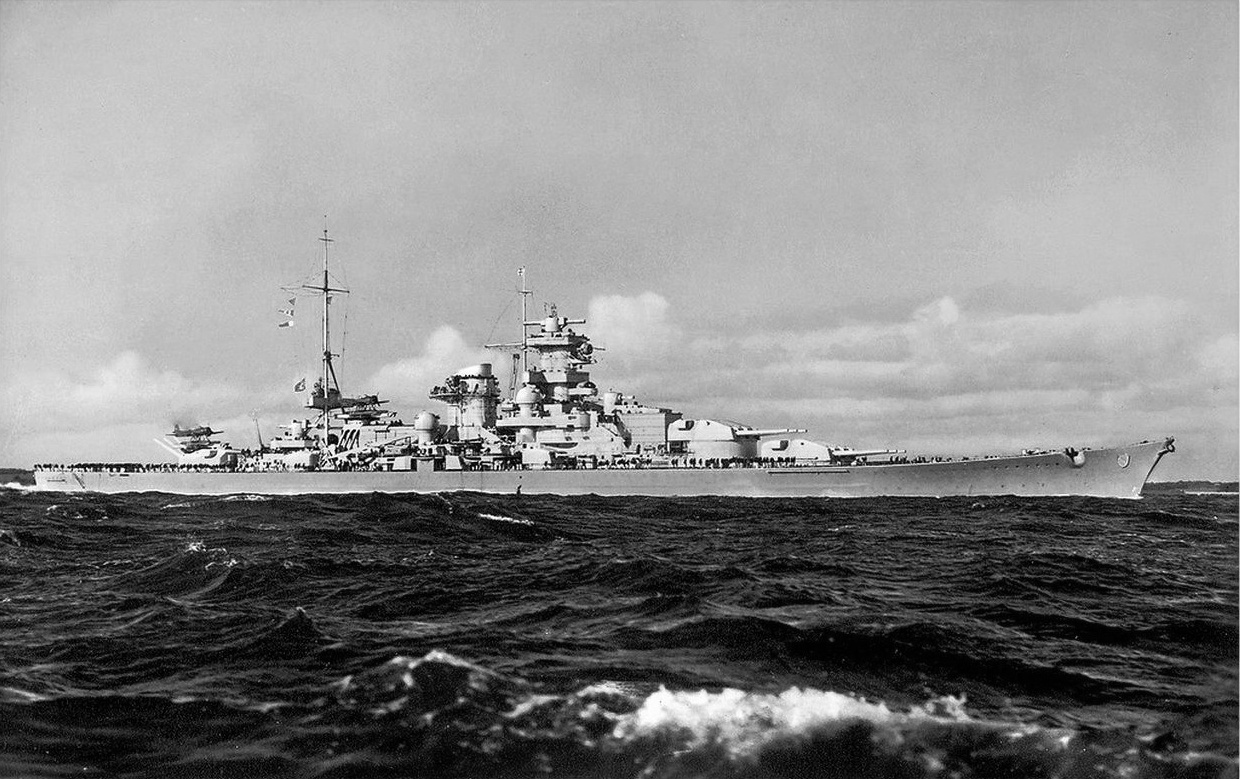
沙恩霍斯特號戰鬥巡洋艦

在俾斯麥級的設計尚未出現前，德國海軍因為條約的限制而設計建造了3艘德國級裝甲艦，它們擁有戰鬥艦的火力和巡洋艦的排水量，並以電焊來減輕艦身重量、使用柴油引擎和輕裝甲，配有6門280毫米主砲、8門150毫米副砲，最高航速可達26節，其火力比重巡洋艦強、航速比戰鬥艦快，是良好的水面破交艦。原本預計還要再建造2艘，但因為法國建造了專門應付德國級的敦刻尔克级战列舰（航速最快到32節，配有330毫米主砲），便開始設計新型主力艦，原本先設計了D級裝甲艦，並預計建造2艘，但後來被沙恩霍斯特級所取代。沙恩霍斯特級結合了一戰來不及完成的麥肯森級和德弗林格尔级的設計，最後建造完成的共有2艘，為沙恩霍斯特號和格奈森瑙號，分別於1938年5月和1939年1月服役。其最高航速可達33節，裝甲則超過戰鬥巡洋艦、火力則與戰鬥巡洋艦相同，配有9門280毫米主砲（原預定要換成380毫米的火砲，但因戰爭過早來臨而取消）、12門150毫米的副砲，可以說是德國級裝甲艦的強化型，同時也有艦種劃分的爭議，介於戰鬥艦和戰鬥巡洋艦之間；德國海軍之後還發展出O級戰鬥巡洋艦和P級裝甲艦，並預定在Z計畫中建造，但這2種級別沒有一艘完成。除了以上主力艦外，因為《英德海軍協定》允許德國擁有更多軍艦，德國海軍也開始規劃了重巡洋艦的建造，建造了2艘希佩尔海军上将级（之後又擴增到5艘），擁有8門203毫米主砲、12門105毫米副砲，並擁有頗高的發砲速度和厚重的裝甲，但其引擎不穩定、容易故障。

#### 輕巡洋艦、驅逐艦

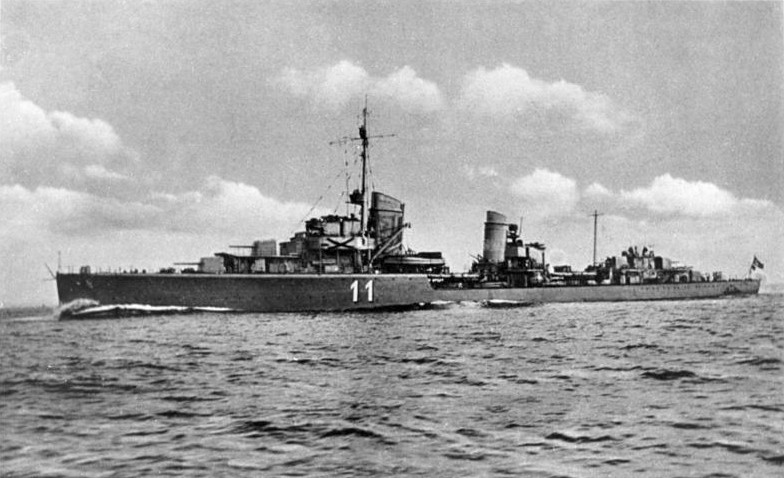
萊茵哈特·貝伊森號驅逐艦

德國海軍在國家海軍時期第一艘新建造中型軍艦就是輕巡洋艦恩登號，其他還有2種級別—柯尼斯堡級（又稱K級）和萊比錫級。恩登號的設計與一次大戰的形式極為接近，配有8門150毫米砲（其中有4門位於艦身中線），主要用於訓練和佈雷等次要任務。柯尼斯堡級則為恩登號更進一步的設計，火力加大到200毫米，並大幅提昇了續航力；該級的3艘同型艦有2艘即在戰爭前期就沉沒。而最後的萊比錫級則是柯尼斯堡級的改良版，武裝和防護能力相同，但續航力和引擎出力進行了改良。1939年還有要建造6艘新型的M級輕巡洋艦，但被取消。驅逐艦方面，因為條約的建造限制，德國以加大噸位強化其戰力的做法比其他盟軍都早，儘管二戰中德國的驅逐艦現代化程度遠高過其他国家，但本身仍具有一些問題，如：在惡劣或潮濕的天氣氣候中，高壓蒸汽渦輪引擎不穩定且續航力極短等。雖然在後期改善不少，但隨著入侵挪威的重創以及希特勒決定將德國海軍的建軍核心移往U艇部隊後水面艦的地位就沒有多大影響。在二戰爆發後，大多數驅逐艦部隊投入英國海岸附近的通商航道佈雷任務和為德國船團護航，其後也未建造新艦。德國驅逐艦由建造年作為級別名稱，如1934年級，到了1936年級後船名全部以Z開頭，後面加上數字編號命名。此外在Z計畫中曾預計建造一種大型的驅逐艦（也算是輕巡洋艦），為遠洋偵察級輕巡洋艦，以攻擊商船和偵查為主要任務，但沒有一艘建造完成。

#### 魚雷艇、S艇、偽裝巡洋艦

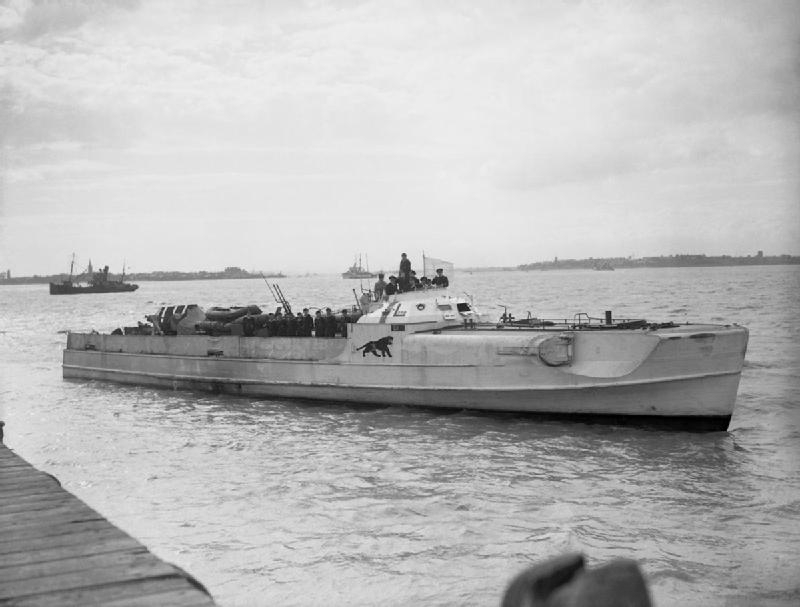
S艇

德國在一戰戰後建造新式驅逐艦前，就已有數量眾多的魚雷艇，它們擁有一定的戰鬥能力，並在原本就為數不多的水面艦隊裡擔任了輔助性的角色，如在北海佈雷和攔截敦刻爾克撤退的船隻、威瑟堡作戰和海峽衝刺作戰。德國從威瑪共和國時期到二戰結束前後共建造51艘魚雷艇，主要是國家海軍時期的狼級和海鷗級魚雷艇，以及於30年代中後期開始建造的現代化T級魚雷艇，到戰爭結束時全部僅剩12艘倖存，有些甚至服役到1950年代中期。德國還擁有大型魚雷艇—S艇，在戰爭中先後擔任了掃雷、佈雷、護航和攻擊的任務，這些S艇長期活越於英吉利海峽與近海的襲擊作戰，德國於戰爭期間總投入249艘S艇，共有157艘被擊沉或自沉，剩餘92艘分給戰勝國。在二戰中共有9艘德國輕型商船被改裝成偽裝巡洋艦，用來進行破交戰，擁有極佳的續航能力，與一戰英國的反潛改裝商船—Q艇相同，在外形上與商船無異但擁有強大的火力，擁有150毫米艦砲、魚雷發射管、水雷和偵察機，善於偽裝成其他中立國的船隻、放出假信號干擾敵人。1940年到1941年，於大西洋、印度洋、澳洲南部海域和南太平洋攻擊商船。從1940年3月開始至戰爭結束，這些船艦共擊沉了近150艘各式船隻（商船、漁船、油輪和少量帆船）。

### 潛艇（U艇）

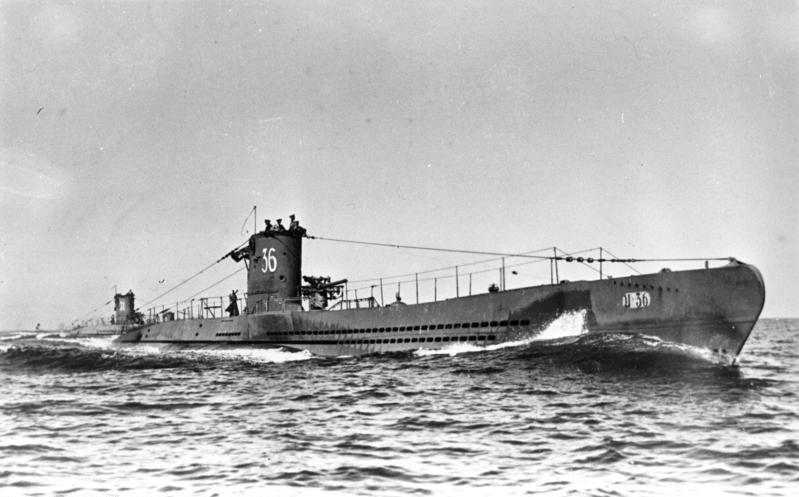
U-36（VII級）

由於船舶建設工程局的研究，德國潛艇並未落後國際，同時也在該機關中設計了二戰爆發後的主力潛艇。主要使用的有II級、VII級和IX級潛艇，另外還有數量不多的I級、X級（佈雷用）、XIV級（補給用）、XXI級和XXIII級。II型潛艇是由一戰的UB型潛艇改良而來，原設計目的為訓練艦，但在大戰爆發潛艇數量不夠時也被賦予作戰任務。VII級潛艇為整場戰爭中德國潛艇部隊的主力，尤其是VII級C型自1941年後的生產一直沒停過。IX級潛艇為I級潛艇改良而來，適合遠洋長期作戰，作戰範圍可到太平洋，每艘IX級B型擊沉噸位數都達到了10萬噸。另外在戰爭後期，德國開發了絕氣推進的XVII級潛艇，還有通氣呼吸管和新型引擎的XXI級和XXIII級，以往潛艇水下航速都不過10節，但XXI級和XVII級則分別為17節和25節，且可以以12節到14節航速潛航10小時，能有效對抗盟軍的海上巡邏機。戰後它們成為現代潛艇設計的原型，特別是蘇聯的W級潛艇。德國在整場戰爭中投入了1162艘各種類型的潛艇、以各種形式沉沒者共有785艘，還有156艘向盟軍投降。水面艦艇共擊沉246艘潛艇、岸基飛機擊沉245艘、艦載機擊沉43艘、飛機和船艦合作擊沉50艘、盟軍潛艇也擊沉了21艘。共有32,000名潛艇人員陣亡。德國在戰爭期間還有開發出數種袖珍潛艇，其中有像黑人型袖珍潛艇者，製造了200多艘於戰爭中使用。戰爭裡德國潛艇除了執行攻擊商船的任務外，也會擔任運輸和與日本交換物資的船隻工作。另外還有曾研究能夠發射V-2火箭的火箭潛艇計畫，但沒有完成。

### 魚雷

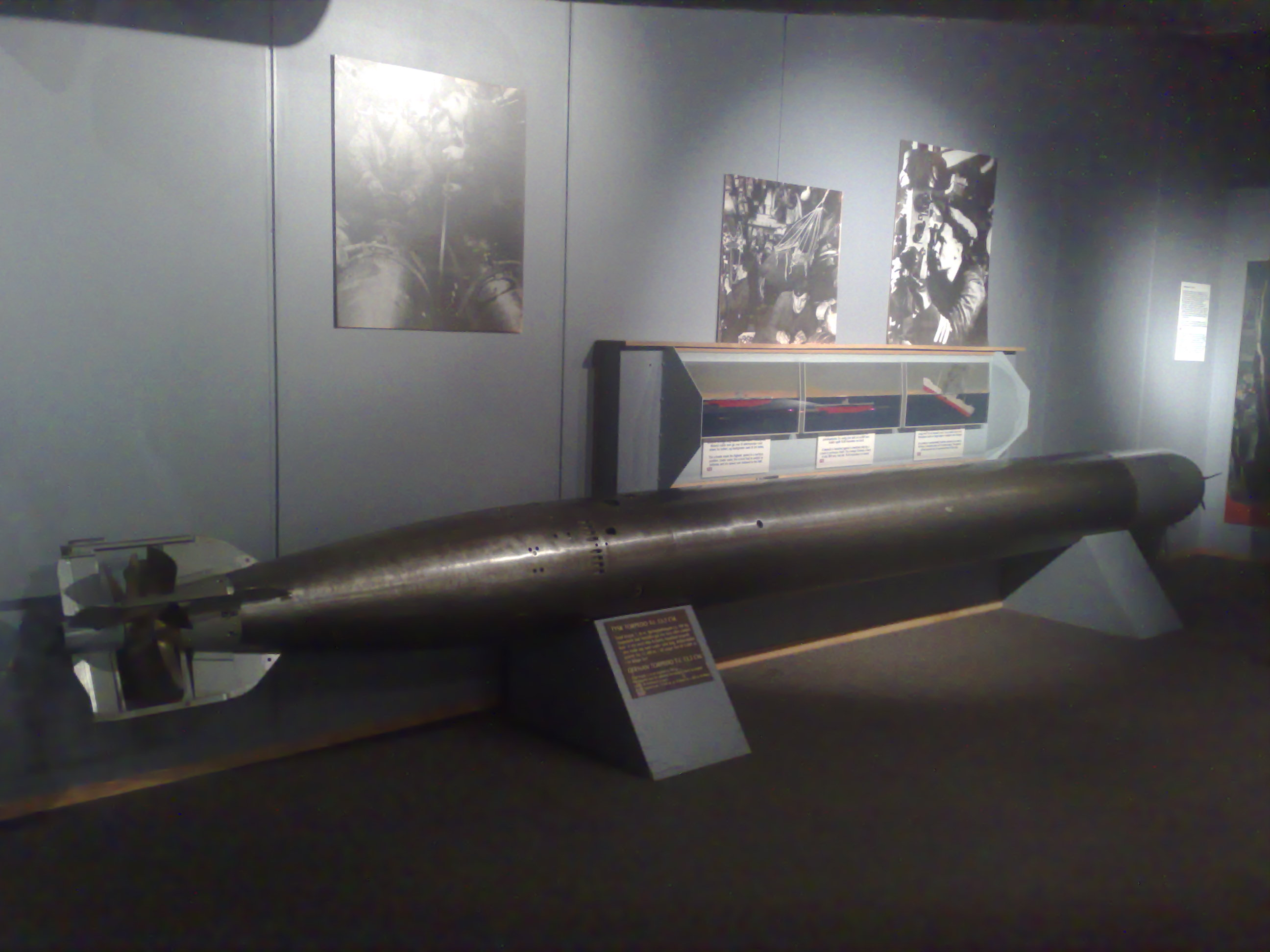
G7a魚雷

第一次世界大戰戰敗後，由於船舶建設工程局引進國外技術，使德國的魚雷科技並未停止發展。然而在戰爭初期，德國海軍的魚雷性能極差，常有引信失效、發射航道偏移、發射後會下潛等問題。鄧尼茲對魚雷表現寫道：「連這些靜止的船隻都打不中，這簡直根本不可能的。我們潛艇部隊發現觸發引信和磁引信都不能正常工作。實際上，潛艇等於沒有任何的武器。……魚雷已在很大程度上不適應前線作戰，這是自戰爭爆發以來影響潛艇部隊鬥志的最大問題，也嚴重削減了他們的戰果。在發射出去的魚雷中至少有25％失效，而其中又有40％是魚雷本身的問題。」在1940年初德軍在威瑟堡行動中使用的G7a魚雷還被稱作「窩囊的魚雷」，也因此鄧尼茲成立「魚雷調查會」進行改善，由奧斯卡·庫末茲和技術專家調查其失靈原因，後來發現磁引信的失靈可能是因為挪威地區地球磁場的關係或挪威鐵礦造成的、航行異常的問題則是因為控制魚雷鰭片的閥門受到潛艇潛浮的壓力變化所致。鄧尼茲後來命令所有魚雷換下磁引信，改用觸發引信。而其擁有的下沉問題，導致對吃水淺的敵船無法造成傷害，包括潛艇天敵—驅逐艦。鄧尼茲後來命令潛艇部隊在北緯62度以北作戰的潛艇要混用磁引信和觸發引信，艦首4個魚雷發射管有3枚是觸發引信、1枚磁引信，攻擊吃水深船艦隻使用觸發引信、攻擊吃水淺者則使用2枚魚雷，兩種各一，為避免磁引信魚雷提早爆炸引爆觸發引信魚雷，要相隔8秒再射第2枚。然而觸發引信也有問題存在，直到1940年6月魚雷問題才全被解決，但引爆威力被大幅減小，以往1枚魚雷所能造成的傷害變得需要2枚才能完成，加速了潛艇部隊魚雷的消耗量。後來德國海軍又相繼研究數款魚雷，如追蹤聲音的導引魚雷—鷦鷯式魚雷，其他還有飛機、袖珍潛艇和魚雷快艇等特定載具專用的魚雷被開發出來。G7e魚雷後也成了美國海軍馬克18魚雷的設計基礎。

## 疏忽與失敗

### 過少的戰爭資源和錯誤的應用方式
戰爭海軍在二戰中的失敗是由於許多不同的因素，包括世界大戰爆發過早，使得錯估開戰時間的雷德爾Z計畫近乎停擺，而鄧尼茲早已預料戰事的到來並加速推動潛艇的生產時，海軍的巨大資源已花費在造船廠建造各艘戰艦，因此建造快的潛艇與建造慢的水面艦隊德國海軍皆未擁有，而這點對於因凡爾賽條約嚴格約束而極為薄弱的德國海軍來說就是致命的資源浪費；同時，德國海軍戰略因為過度受到魏格納「交通戰」理論影響，使得原本數量就已經很少的水面艦隊在戰爭前期所分配到的任務為分開攻擊商船，其效率非常低，也未曾考慮過集中施行存在艦隊的應用，其單艦突擊的作戰方式也就導致了俾斯麥號的沉沒；此外，德國海軍軍官高估了分散攻擊的效力，也低估英國護航系統的彈性與軍事實力。德國海軍與分配戰爭資源的戈林也有著衝突，此人又身兼空軍總司令一職，為德國海軍在海空作戰與航空母艦的開發上有極為不良的影響。

### 武器與裝備上的限制
在大西洋海戰逐漸由潛艇主導的同時，盟軍無論是在護航體制還是武器裝備上都在不斷演進，包括無線電測位網、新型深水炸彈、反潛迫擊砲、新型雷達、探照燈、高頻率測向儀和支援群的應用。支援群彌補英國早期護航兵力不足，在驅趕德國潛艇後往往不能將其擊沉就回到船團的情況，反而有餘力擊沉德國潛艇。同時支援群中的護航航空母艦因為配有長程飛機，可彌補陸基飛機所不及的「空隙處」，使續航力不長的潛艇浮出水面時不斷受襲，且盟軍壓倒性的生產力更將此問題放大。戰爭期間德國潛艇在對盟軍的科技優勢上也未作到實質的反制，潛艇在水面航行速度仍比水下來的快、德軍設計用來躲避雷達的美托探測器、納克索斯探測器的發展也無法應對盟軍飛速更新的監控和反制手段、早期德軍設計潛艇用加強艦砲的錯誤方式來反制盟國空軍、後期開發的導引魚雷也被福克瑟音響機所破解，德軍最優秀的潛艇科技—通氣管式潛艇的開發與服役過晚、還有缺乏海軍航空兵與航空母艦等。鄧尼茲直到1943年戰局逆轉時才開始命令屬下研製新型武器，但面對英美在大西洋等地的反攻以及科技優勢面前亦獨木難支。

### 並未取得決定性勝利
縱使德國海軍在整場戰爭中多是扮演牽制和輔助性的角色，水面艦隊不但在絕大多數作戰任務當中無法取得決定性勝利，它們也錯過了幾次少有的決定性戰役，如在敦刻尔克战役中剿滅盟軍部隊或是在其撤退途中即時組織進行對英登陸作戰，這也導致了希特拉對於水面艦艇的看法偏激化而導致其行動範圍更加受制且無法取得戰損補充的機會。而潛艇在戰爭初期也一直未有足夠的數量實行狼群戰術，特別是在英國還在為護航制度猶豫且空軍飛機數量不足之時，之後又因為分散到各不同的戰場而未有集中使用，例如像印度洋、太平洋和非洲大陸東岸等對戰略全局影響不大的地方。其他還有初期魚雷問題、恩尼格瑪密碼機的破解、對手的反制能力增加、海空聯合作戰的缺乏而導致潛艇戰損加劇，而盟軍生產力不斷地上升也極大對沖德國潛艇能夠發揮的戰術價值極限，而配合德國自身生產力在戰爭後期逐步萎縮的惡性循環最終影響了德國海軍在二戰當中的失敗。

## 標誌與佩章

### 代表性旗幟
| 軍艦旗（1938年－1945年），即當時軍旗 |
| 軍艦旗（1938年－1945年），即當時軍旗 |

| 艦艏旗（1935年－1945年），即當時國旗 |
| 艦艏旗（1935年－1945年），即當時國旗 |

| 海軍元帥旗（1939年－1945年） |
| 海軍元帥旗（1939年－1945年） |

| 陸地單位旗（1936年－1945年） |
| 陸地單位旗（1936年－1945年） |
| 陸地單位旗（1936年－1945年） |

### 帽徽
| 鋼盔兩側的徽章 |
| 鋼盔兩側的徽章 |

## 腳註
1. ↑  a 西班牙內戰為戰爭海軍成立後首次進行軍事行動的戰場，德國共派遣裝甲艦德國號、舍爾上將號、科隆號輕巡洋艦和少量潛艇攻擊共和國船隻[2]與對岸邊城市進行過砲擊[3]。
2. ↑  a  協約國此舉使得當時的德國無法進口與運輸民生物資，一定程度上惡化了威瑪共和國初期的經濟和國民生活[5]。
3. ↑  a  其後部分上繳給協約國，作為斯卡帕灣的損失[5]。
4. ↑  a 對於潛艇的限制為：禁止建造包括民用的各式潛艇、海軍禁止裝備潛艇和禁止為他國設計、建造任何類型的潛艇[5]。
5. ↑  a 船舶建設工程局並未被發現，而原先的「結算諮詢公司」在政府被雷德爾的說服後，被經濟技術工程辦公室（Ingenieurbüro fur wirschaft und technik）所取代[11]，作用同前者。
6. ↑  a  對於《英德海軍協定》的簽訂，英國海軍愛羅·比提（英语：Earl Beatty）上將表示：至少我們不用與另一個國家進行軍備競賽，光是這點我們就該心存感激了[16]。
7. ↑  a 有人認為英國之所以與德國簽訂《英德海軍協定》，是因為英國已不視德國海軍如一戰公海艦隊如此有威脅性，且在德國釋出對英國的善意後，英國海軍假想敵對象已轉為法國海軍[21]。
8. ↑  a 風險理論是指德國建立一支強大的海軍，其要求僅到英國若攻擊，即會有重大損失而有被法國和俄國海軍擊敗的危險，進而促成了一戰前的軍備競賽[21]。
9. ↑  a  在其著作《世界大戰中的海軍戰略》（The Naval Strategy of the World War）中，魏格納評斷第一次世界大戰中，德國海軍應以通過丹麥海峽以控制卡特加特海峡，並抵達日德蘭，進攻挪威西南海岸，突破英軍的封鎖[27]。
10. ↑  a  實際上透過北冰洋而轉送至蘇聯手中的物資僅佔全部的25%，另外70%是經由美國航運轉送至波斯灣港口，再經由鐵路送達蘇聯，其他還有少數來自美國西岸運送至海參威的路線[48]。
11. ↑  a 鄧尼茲亦認為盟軍不會在挪威登陸，他說道：「對英美來說，只要它們的船隻被擊沉的愈多，大西洋就愈需要保護，也就愈没有力量登陸挪威…因此潛艇在大西洋取得的成绩愈大，敵人就愈不敢發動登陸行動…。海軍作戰部不同意我的意見，我只得把總共20艘潛艇撤到挪威海域去。對此我在1942年5月3日再次寫道：「海軍作戰部認為對付敵人的登陸行動，若在敵人正在登陆时击沉敌船，那麼，由潛艇來完成這種任務是最有利的。 [50]」，英國海軍歷史學家S.W.Roskill上校也對協防挪威導致德國潛艇兵力分散論點表示贊同[51]。
12. ↑  a  希佩爾上將號艦長威廉·邁塞爾曾說道：「如果我們想完成任何事情，燃料短缺的狀況必須立刻結束[53][54]。」
13. ↑  a ，雷德爾對希特勒說：拆毀艦隊僅能獲得8,800名官兵（佔海軍全體官兵14%）、125,800噸的高級鋼（佔納粹德國的月需求量5%）和裝設15個岸防砲台（第1批裝設要1年才會完成），是非常不切實際且危險的想法，認為這樣敵人就能獲得一次重大的戰略性勝利[55]。
14. ↑  a 鄧尼茲在法庭上說道：「德國在海上戰爭中的所有行徑終於被證明是毫無瑕疵的，每一個德國水兵都可以抬頭挺胸，感到自豪…。與這一場維護海軍聲譽之戰所贏得的勝利相比，我個人的命運無足輕重[65]」

## 資料來源
1. 1 2 3 4  （英文）. beim-zeugmeister.de.   [2010-04-08]. （原始内容存档于2011-07-18）.
2. ↑  （英文）Dougie Martindale.  (PDF).   [2010-04-08]. （原始内容 (PDF)存档于2009-05-21）.
3. ↑  （西班牙文）. lacucaracha.info.   [2010-04-08]. （原始内容存档于2009-08-29）.
4. ↑  （中文）《希特勒公海艦隊 通商破壞戰》，Richard Humble著，第6頁。
5. 1 2 3 4 5  （中文）《碧海群狼 二戰德國U艇全史》，第59頁-第61頁。
6. 1 2 3  （英文）《德國海軍：1939年-1945年》，Cajus Bekker著。
7. 1 2  （中文）《希特勒公海艦隊 通商破壞戰》，第28頁。
8. ↑  （中文）《第一次世界大戰戰史》，紐先鍾著，第659頁。
9. ↑  （英文）《我的一生》，Erich Raeder著，第162頁。
10. 1 2 3 4  （英文）Jari Aromaa. .   [2010-04-08].[永久]
11. 1 2 3 4 5 6 7  （中文）《碧海群狼 二戰德國U艇全史》，第64頁-第67頁。
12. 1 2 3 4 5  （中文）《希特勒公海艦隊 通商破壞戰》，第30頁-第31頁。
13. 1 2  （中文）《希特勒公海艦隊 通商破壞戰》，第36頁。
14. 1 2  （中文）《 二戰德國U艇全史》，第68頁-第71頁。
15. ↑  （英文）. uboataces.com.   [2010-04-08]. （原始内容存档于2009-05-21）.
16. ↑  （英文）《我的一生》，第187頁。
17. ↑  （英文）《皇家海軍與納粹德國》，Joseph A. Maiolo著，第35頁-第36頁。
18. ↑  （英文）《希特勒的海軍上將》，G.H Bennett和R. Bennett著，第34頁。
19. ↑  （中文）《狼群 德國U型潛艇戰與盟國反擊戰 1939-1945》，David Jordan著，第52頁。
20. ↑  （英文）《我的一生》，第188頁。
21. 1 2 3 4 5  （中文） (PDF).   [2010-04-08]. （原始内容存档 (PDF)于2013-12-24）.
22. ↑  （英文）《戰爭之路》（The Road To War），Richard Overy與Andrew Wheatcroft著，Penguin出版社，ISBN 978-0-14-028530-7。
23. 1 2  （英文）《我的一生》，第273頁。
24. ↑  （中文）《希特勒公海艦隊 通商破壞戰》，第42頁。
25. ↑  （德文）. marine.de.   [2010-04-08].
26. ↑  （英文）《康威的世界戰艦總集：1922-1946》（Conway's All The World's Fighting Ships 1922-1946），Roger Chesneau與Robert Gardiner著。
27. 1 2 3 4 5 6 7 8 9 10 11 12 13  （中文）《海軍思想的發展》，Herbert Rosinski著，德國的海戰理論，第77頁-第92頁。
28. ↑  （英文）《雷德爾對魏格納：德國海軍戰略中的衝突》（Raeder versus Wegener:Conflict in German Naval Strategy），Kenneth P. Hansen著，第92頁-第97頁。
29. ↑  （中文）《第二次世界大戰決定性會戰》，第388頁。
30. ↑  （中文）《狼群 德國U型潛艇戰與盟國反擊戰 1939-1945》，第65頁。
31. 1 2 3 4  （中文）《第二次世界大戰決定性會戰》，第390頁。
32. ↑  （中文）《 二戰德國U艇全史》，第77頁。
33. 1 2  （中文）《希特勒公海艦隊 通商破壞戰》，第44頁。
34. ↑  （英文）Daniel H. Jones. .   [2010-04-08]. （原始内容存档于2010-01-30）.
35. 1 2  （中文）《狼群 德國U型潛艇戰與盟國反擊戰 1939-1945》，第77頁。
36. ↑  （中文）《第二次世界大戰決定性會戰》，第393頁。
37. ↑  （中文）《第二次世界大戰決定性會戰》，第394頁。
38. ↑  （中文）《第二次世界大戰決定性會戰》，第396頁。
39. 1 2 3  （中文）《希特勒公海艦隊 通商破壞戰》，第102頁。
40. ↑  （中文）《希特勒公海艦隊 通商破壞戰》，第110頁–第112頁。
41. ↑  （中文）《狼群 德國U型潛艇戰與盟國反擊戰 1939-1945》，第102頁。
42. ↑  （中文）《狼群 德國U型潛艇戰與盟國反擊戰 1939-1945》，第129頁-第131頁。
43. ↑  （中文）《第二次世界大戰決定性會戰》，第406頁。
44. ↑  （中文）《狼群 德國U型潛艇戰與盟國反擊戰 1939-1945》，第146頁。
45. ↑  （中文）《第二次世界大戰決定性會戰》，第403頁。
46. 1 2  （中文）《狼群 德國U型潛艇戰與盟國反擊戰 1939-1945》，第150頁-第159頁。
47. ↑  （中文）《Ｕ艇入侵》，Edwin P. Hoyt著。
48. ↑  （中文）《碧海群狼 二戰德國U艇全史》，第653頁。
49. ↑  （德文）《元首會議》（Fuehrer Conferences），Friedrich Ruge著，第237頁、第263頁與第260頁。
50. 1 2  （中文）《第二次世界大戰中的德國海軍戰略》，第26頁。
51. ↑  （中文）《第二次世界大戰決定性會戰》，德國軍事研究委員會著，第439頁。
52. ↑  （中文）《極地戰爭：德國在挪威、芬蘭與蘇聯的戰爭》，第126頁。
53. ↑  （德文）《元首會議》（Fuehrer Conferences），第274頁。
54. ↑  （英文）《希特勒的海軍戰爭》（Hitler's Naval War），Cajus Bekker著，London出版社（1974年），ISBN 0-356-04508-0，第260頁。
55. ↑  （中文）《希特勒公海艦隊 通商破壞戰》，第173頁-176頁。
56. 1 2 3  （中文）《第二次世界大戰決定性會戰》，第430頁-第434頁。
57. ↑  （中文）《碧海群狼 二戰德國U艇全史》，第616頁。
58. ↑  （中文）《狼群 德國U型潛艇戰與盟國反擊戰 1939-1945》，第249頁。
59. ↑  （英文）. feldgrau.com.   [2010-04-08]. （原始内容存档于2010-03-04）.
60. ↑  （英文）. anesi.com.   [2010-04-08]. （原始内容存档于2010-04-13）.
61. ↑  （英文）（英文）. uboat.net.   [2010-04-08]. （原始内容存档于2017-02-01）.
62. ↑  （英文）1959年1月25日的《星期日泰晤士報》。
63. ↑  （中文）《第二次世界大戰中的德國海軍戰略》，第31頁。
64. 1 2 3 4 5 6  （中文）《碧海群狼 二戰德國U艇全史》，第625頁-第628頁。
65. ↑  （中文）《希特勒公海艦隊 通商破壞戰》，第207頁。
66. ↑  （德文）. janmaat.de.   [2010-04-08]. （原始内容存档于2009-07-03）.
67. ↑  （英文）Gordon Williamson和John White. . Osprey Publishing.   [2010-04-08]. （原始内容存档于2015-05-12）.，第41頁，2008年7月9日授權。
68. 1 2  （英文）. feldgrau.com.   [2010-04-08]. （原始内容存档于2010-03-04）.
69. ↑  （英文）. feldgrau.com.   [2010-04-08]. （原始内容存档于2010-03-04）.
70. ↑  （英文）. feldgrau.com.   [2010-04-08]. （原始内容存档于2010-03-05）.
71. 1 2 3 4 5  （中文）《碧海群狼 二戰德國U艇全史》，第702頁-703頁。
72. ↑  （英文）《希特勒的航空母艦：開始的結束》（Hitler's Flattop: The End of the Beginning），Clark G Reynolds著，第44頁。
73. ↑  （英文）《詹氏二次世界大戰戰艦》（Jane's Fighting Ships of World War II），Francis E. McCurtie著，1994年出版，第146頁。
74. ↑  （日語）. military.sakura.ne.jp.   [2010-04-08]. （原始内容存档于2010-05-15）.
75. ↑  （英文）. combinedfleet.com.   [2010-04-08]. （原始内容存档于2010-10-13）.
76. ↑  （英文）. german-navy.de.   [2010-04-08]. （原始内容存档于2010-01-27）.
77. ↑  （英文）. german-navy.de.   [2010-04-08]. （原始内容存档于2010-05-31）.
78. ↑  （英文）. german-navy.de.   [2010-04-08]. （原始内容存档于2010-05-31）.
79. ↑  （英文）. hazegray.org.   [2010-04-08]. （原始内容存档于2010-06-13）.
80. 1 2 3  （中文）《二次大戰的德國海軍》，第22頁-第24頁。
81. ↑  （中文）《二次大戰的德國海軍》，第28頁。
82. ↑  （英文）《戰鬥艦與戰鬥巡洋艦：1905年至1970年》（Battleships and Battle Cruisers 1905-1970），Siegfried Breyer著，第261頁。
83. 1 2  （中文）《希特勒公海艦隊 通商破壞戰》，第32頁-第33頁
84. ↑  （中文）《希特勒公海艦隊 通商破壞戰》，第35頁-第40頁
85. 1 2  （英文）《德國戰艦：1815年至1945年》（German Warships: 1815–1945），Erich Gröner著，Naval Institute出版社（1990年），ISBN 978-1-55750-301-5，第63頁-第64頁。
86. ↑  （英文）. german-navy.de.   [2010-04-08]. （原始内容存档于2010-02-11）.
87. ↑  （英文）. german-navy.de.   [2010-04-08]. （原始内容存档于2010-02-04）.
88. ↑  （中文）《二次大戰的德國海軍》，第97頁-第119頁。
89. ↑  （英文）《德國突擊艦亞特蘭提斯號》（German Raider Atlantis），Wolfgang Frank與Bernhard Rogge上校著，New York: Ballantine Books出版社（1956年）
90. ↑  （英文）Arthur V. Sellwood和Ulrich Mohr. . John Day Co.   [2010-04-08]. （原始内容存档于2014-01-03）.，第79頁–第80頁
91. 1 2  （中文）《碧海群狼 二戰德國U艇全史》，第117頁-120頁。
92. 1 2  （中文）《狼群 德國U型潛艇戰與盟國反擊戰 1939-1945》，第226頁-227頁。
93. ↑  （英文）. russiafile.com.   [2010-04-08]. （原始内容存档于2016-03-06）.
94. 1 2 3  （中文）《二次大戰的德國海軍》，第64頁-第67頁。
95. ↑  （英文）. spartacus.schoolnet.co.uk.   [2010-04-08]. （原始内容存档于2009-10-22）.
96. 1 2  （中文）《碧海群狼 二戰德國U艇全史》，第111頁。
97. 1 2 3 4 5 6 7  （中文）《碧海群狼 二戰德國U艇全史》，第114頁-第116頁。
98. 1 2 3  （中文）《狼群 德國U型潛艇戰與盟國反擊戰 1939-1945》，第75頁-第76頁。
99. ↑  （英文）《沉默的勝利》（Silent Victory），Clay Blair著，Naval Institute出版社（1976年），ISBN 978-0-553-34278-9，第280頁-第281頁。
100. 1 2 3  （中文）《海軍思想的發展》，第126頁-第128頁。
101. 1 2 3 4  （中文）《第二次世界大戰決定性會戰》，第435頁-第440頁。